# Cathédrale d'Aix-la-Chapelle
La cathédrale d'Aix-la-Chapelle (en allemand : Aachener Dom) est une église catholique romaine située à Aix-la-Chapelle, en Allemagne.
Une des plus vieilles cathédrales d’Europe, elle fut construite pendant le règne de l’empereur Charlemagne qui y fut inhumé en 814. Elle formait à l’origine un des éléments du palais d’Aix-la-Chapelle, ensemble de bâtiments résidentiels, politiques et religieux qui devaient être le centre du pouvoir carolingien. De 936 à 1531, trente-et-un rois allemands et douze reines y furent couronnés. Depuis 1802, elle est l’église-mère du diocèse d’Aix-la-Chapelle et est inscrite au patrimoine mondial de l'UNESCO depuis 1978.

## Historique

Reconstitution du palais de Charlemagne. La chapelle se trouve en haut à gauche.

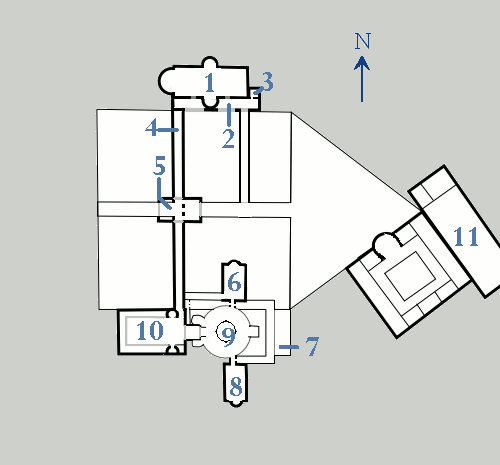
Plan simplifié du palais.

Charlemagne commença la construction de la chapelle palatine vers 796 en même temps que celle du Palais d'Aix-la-Chapelle, dans la ville thermale d'Aix-la-Chapelle dont il voulait faire une « Roma secunda » (Deuxième Rome). Hormis quelques vestiges, il ne reste de ce palais que la cathédrale.
L'Octogone de la chapelle palatine de Charlemagne est la partie la plus ancienne de la cathédrale ; elle date d'environ 796 et fut construite par l'architecte Eudes de Metz dans le style carolingien. On construisit une fonderie sur place pour couler les nombreuses pièces de bronze nécessaires allant des portes et de leurs gonds aux statues. Selon Alcuin, un des principaux amis et conseillers de Charlemagne, la construction était presque terminée en 798. En 805, le pape Léon III put la consacrer.
Quand il mourut le 28 janvier 814, Charlemagne y fut inhumé dans un sarcophage romain en marbre, datant du IIe siècle apr. J.-C., lequel fut transporté d'Italie à Aix-la-Chapelle de son vivant et sur son ordre : le sarcophage de Proserpine (appelé aussi sarcophage de Perséphone en grec). Cela vaudra à la cathédrale le surnom de « cathédrale de l’empereur » (en allemand : Kaiserdom).
L’édifice fut la cible d’un raid Viking en 881 et fut restauré en 983.
Après la canonisation de Charlemagne sous le règne de Frédéric Barberousse en 1165, la chapelle attira de très nombreux touristes . Pour les accommoder, un nouveau chœur fut construit entre 1355 et 1414 : référence explicite à la Sainte-Chapelle de Paris, cette construction, véritable « capella vitrea », est éclairée par un unique registre de hautes lancettes s'élevant sur presque toute la hauteur des murs. Le nouveau chœur fut consacré en 1414, soit 600 ans après le décès de Charlemagne, dont la châsse fut exposée dans la nouvelle abside.
Par la suite, une coupole, diverses chapelles et un clocher s’ajoutèrent aux structures d'origine ; suivirent de nombreuses modifications au cours des siècles. Ainsi de 1719 à 1733, Johann Baptist Atari appliqua du stuc sur la surface des salles et y peignit des scènes, donnant à celles-ci un caractère baroque pendant qu’il transformait le vitrail principal pour lui donner également un style baroque. On devait revenir au style d'origine lors d’une restauration en 1881,.
La cathédrale fut sévèrement endommagée durant la Deuxième Guerre mondiale par les bombardements alliés, mais la structure essentielle demeura intacte. Nombre des objets les plus précieux avaient été mis en lieu sûr pendant la guerre, ceux qui ne pouvaient être déplacés étant protégés. Malheureusement, les vitraux du chœur datant du XIVe siècle, l’autel néo-gothique, une grande partie du cloître et la Sainte-Chapelle (Heiligtumskapelle) furent détruits irrémédiablement. Les travaux de reconstruction et de restauration s’échelonnèrent sur une trentaine d’années.
En 1978, la cathédrale d’Aix-la-Chapelle fut l’un des douze premiers sites à être portés au Patrimoine mondial de l’UNESCO.

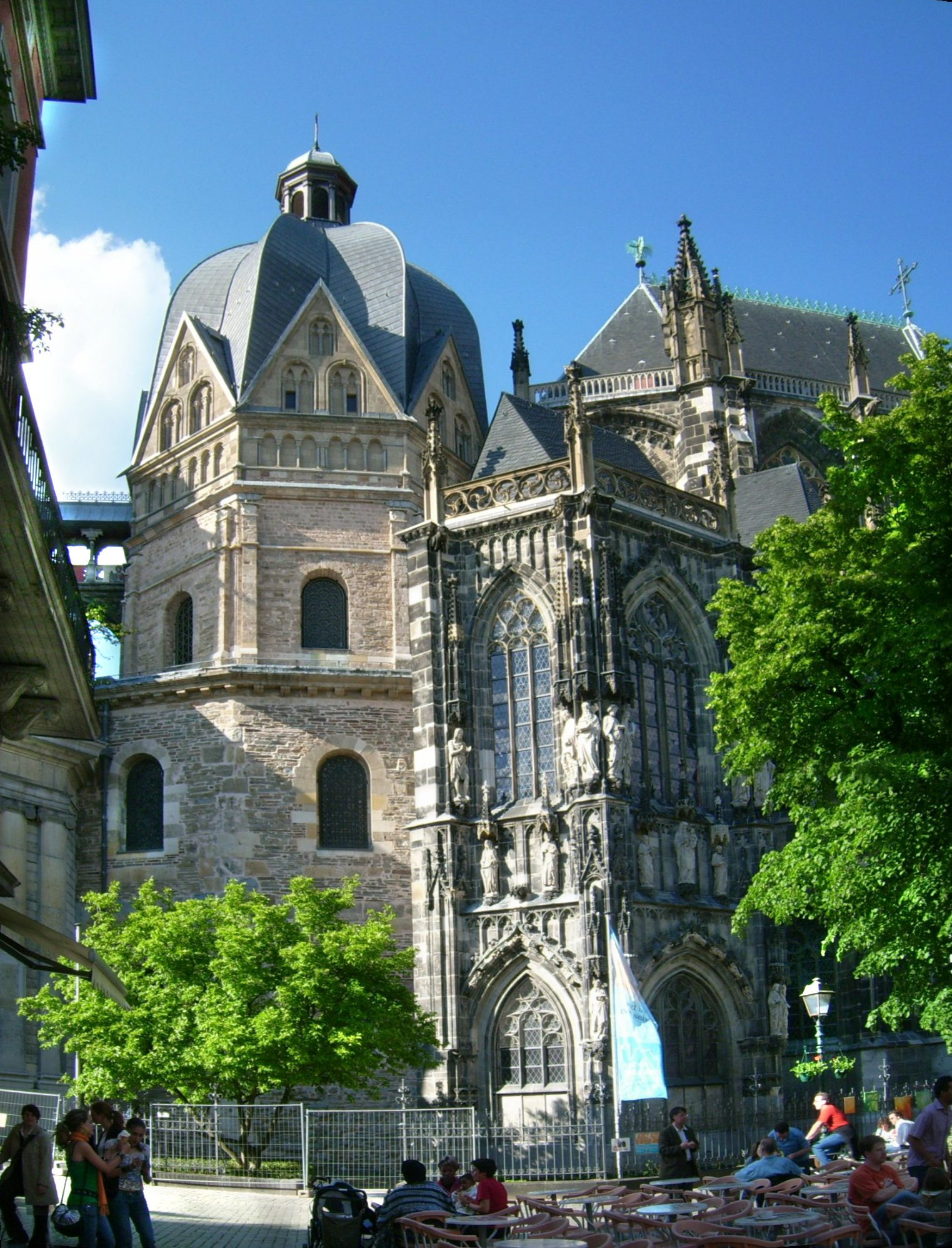
Vue extérieure de la chapelle palatine.
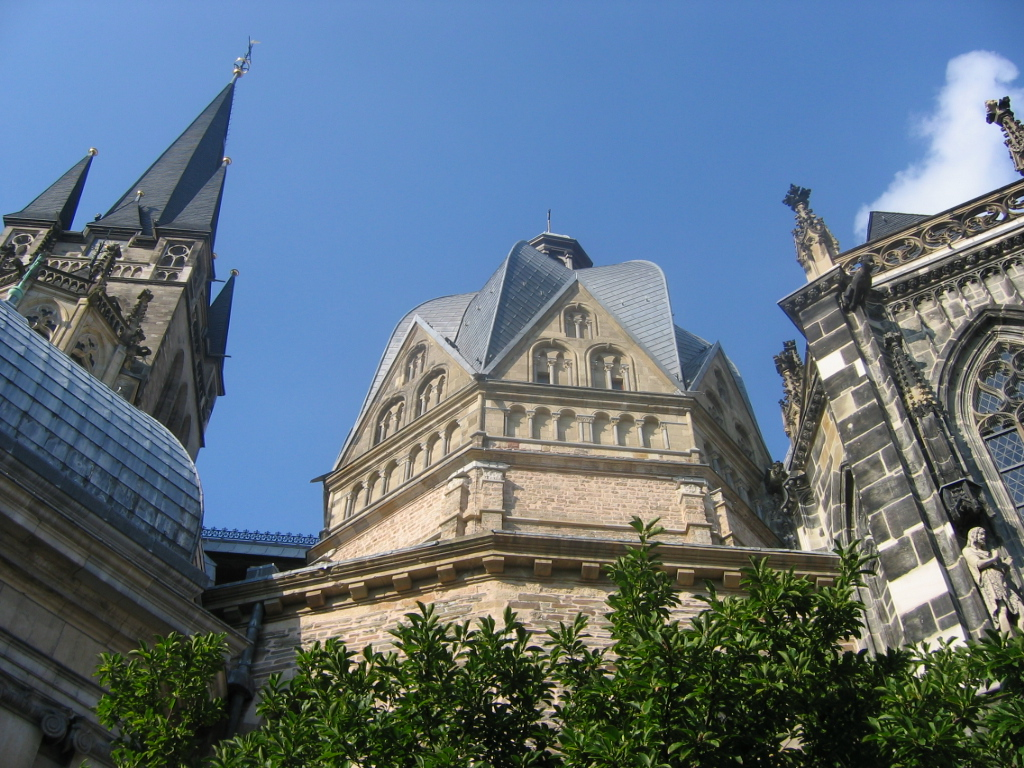
Vue sur l’Octogone de la chapelle.
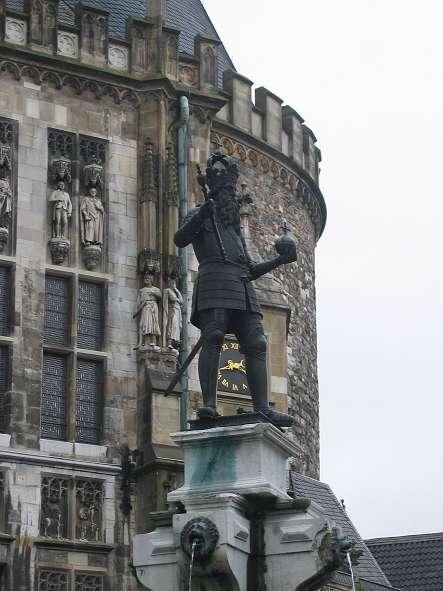
Statue de Charlemagne devant l’hôtel de ville.
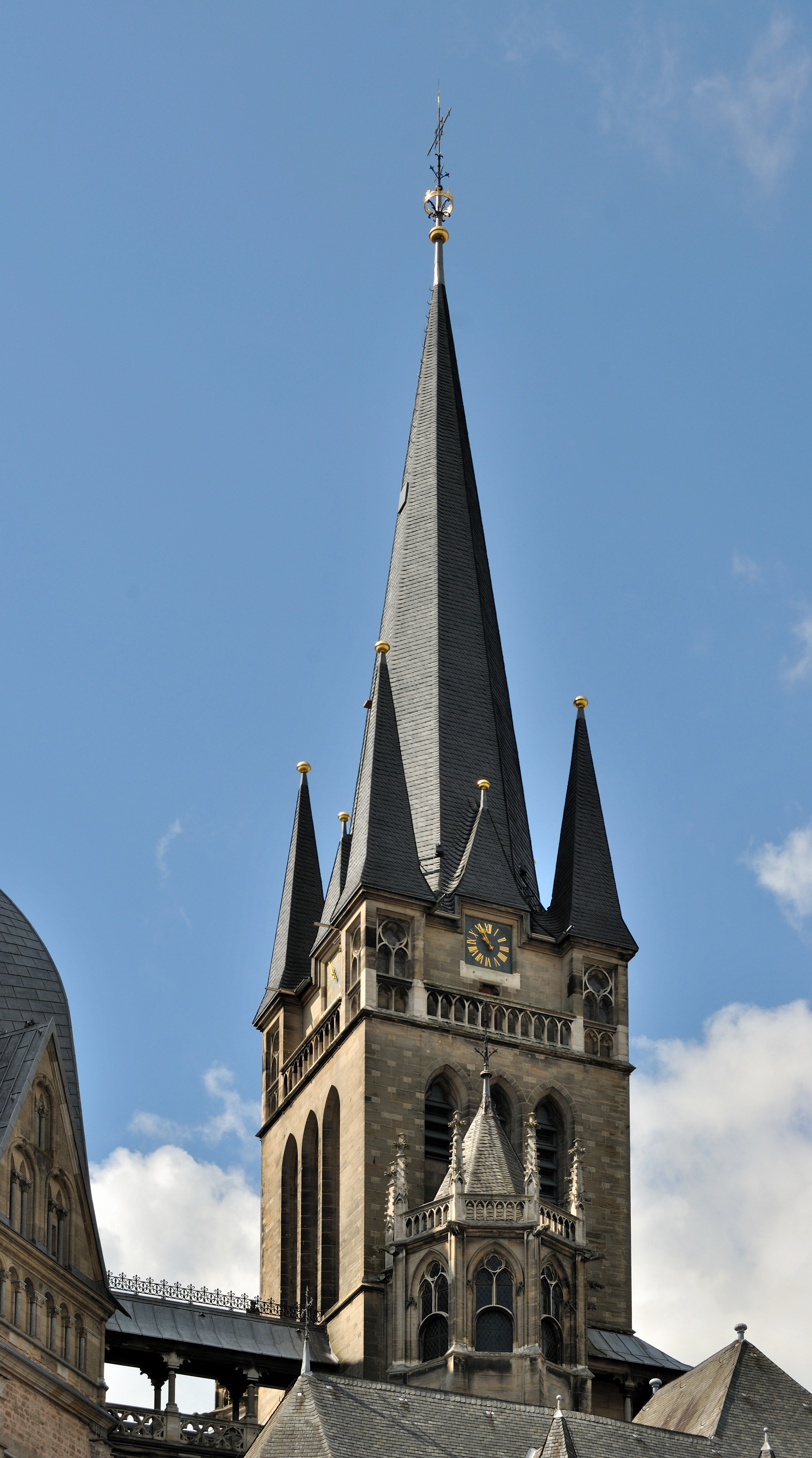
Clocher néo-gothique.

## Architecture

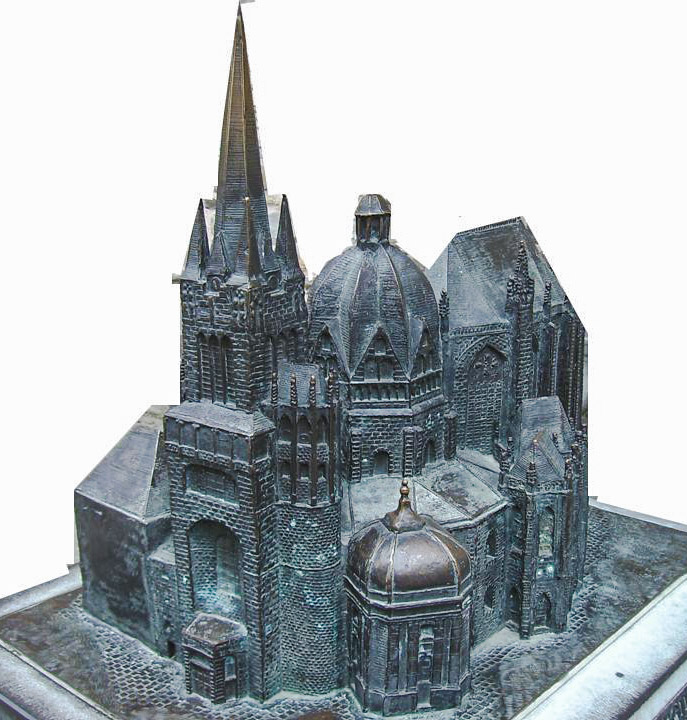
Modèle de bronze près de l’entrée principale.

Deux styles principaux se côtoient dans la cathédrale. La chapelle palatine qui forme le noyau de la cathédrale est de style roman carolingien et est modelé sur San Vitale de Ravenne. Ses dimensions sont extrêmement petites comparées aux apports postérieurs. Le chœur pour sa part fut construit en style gothique,. Finalement, certaines parties de l’édifice, comme celle qui entoure le trône, sont de style ottonien.

### La chapelle palatine

Plan de la chapelle palatine et de l’ensemble de la cathédrale.

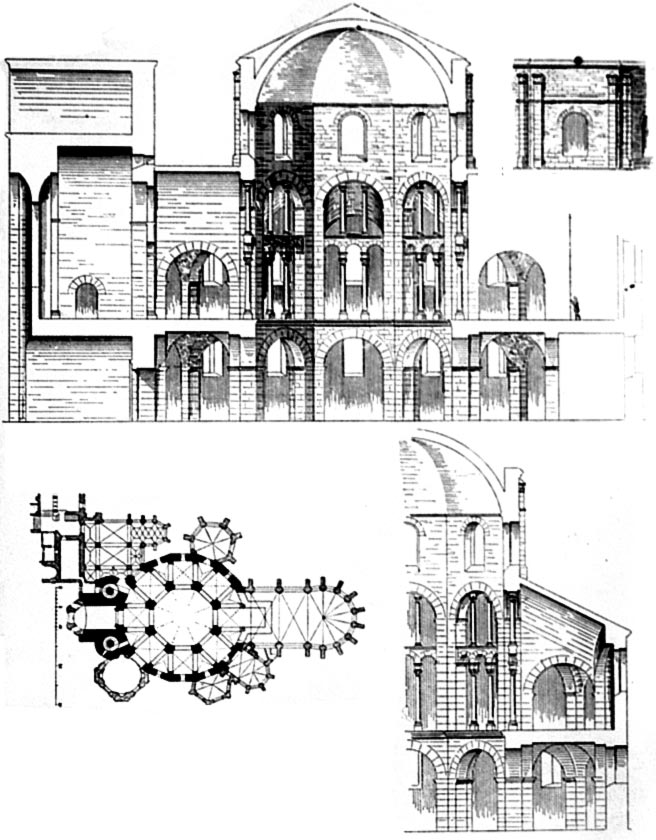
Plan au sol et coupe transversale.

La chapelle du palais, au centre de la cathédrale, fut construite de 796 à 805 sur un plan octogonal similaire à celui utilisé pour d’autres édifices byzantins de l’époque comme la basilique San Vitale de Ravenne et l'église Sainte Sophie de Constantinople. L’architecte Eudes de Metz prévoyait une salle octogonale surmontée d’un dôme et ceint d’un mur extérieur à seize côtés. Tant par ses dimensions que par sa hauteur, la chapelle de Charlemagne ne devait pas avoir son pareil au nord des Alpes pendant deux cents ans.
La chapelle palatine est basée sur un plan octogonal à deux étages, l’étage supérieur étant constitué par une galerie fermée par des arcs supportés par des colonnes et une barrière. L'empereur prenait place dans la galerie, face à l'autel. L’octogone intérieur, d’un diamètre de 14,46 mètres, est fait de solides piliers, surmonté d’une voûte octogonale en arc-de-cloître qui recouvre la salle. Autour de cet octogone intérieur est construit un système de seize voûtes d’arêtes basses qui supportent la galerie au niveau supérieur. Celle-ci était connue comme la Hochmünster (l’église haute). Les ouvertures des arcs inférieurs ne sont que la moitié de celles des arcs supérieurs, donnant à cet étage un aspect ramassé et lourd. L’étage supérieur forme une large corniche où étaient placés l’autel principal et le trône impérial ; elle communiquait avec le reste du palais grâce à un passage. Sur les arches de la galerie repose un tambour avec fenêtre surplombé de la coupole. Du côté est se trouvait une petite abside en saillie, laquelle fut remplacée ultérieurement par le chœur. À l’opposé se trouvaient l’entrée du palais maintenant disparu, le Westwork. La lumière pénétrait par un triple système de fenêtres à arcs.
La galerie du niveau supérieur est pourvue d’un ensemble de colonnes fort anciennes provenant de l’église Saint-Géréon de Cologne. De plus, Charlemagne ordonna de faire venir d’autres spolia de Rome et de Ravenne à la fin du VIIIe siècle. En 1794, au cours de l’occupation française de cette partie du Rhin, elles furent transportées à Paris, mais en 1815, près de la moitié des colonnes alors au Louvre furent retournées à Aix-la-Chapelle. Elles furent replacées à leur endroit d’origine et de nouvelles colonnes de granites d’Odenberg furent substituées aux colonnes manquantes. Les murs intérieurs étaient à l’origine recouverts de plaques de marbre. Les ouvertures rondes en forme d’arc au niveau supérieur situées entre les colonnes devant une mezzanine sont fermées par une barrière de bronze haute d'un mètre. Cette barrière fut coulée en une seule pièce selon des modèles romains. La mosaïque originelle fut probablement exécutée vers 800 et, selon des sources médiévales, représentait le Christ triomphant entouré des symboles des quatre évangélistes ainsi que des vingt-quatre Vivants de l’Apocalypse offrant leur couronne au Christ. Elle fut refaite en 1880/1881 par les ateliers vénitiens d’Antonio Salviati sur les plans de l’architecte belge Jean-Baptiste de Béthune. Le dôme lui-même était décoré de tuiles de mosaïque s’entrelaçant de façon complexe.
Les murs extérieurs de l’octogone carolingien sont faits de pierre de carrière sans joints ou autre décoration. Seule exception : les projections des piliers de la coupole sont couronnées de chapiteaux antiques. Au-dessus de la maçonnerie carolingienne, on trouve une série d’arcs de style roman situés au-dessus d’un pignon de la basse époque romaine. L’Octogone est couronné d’une série inhabituelle de fentes baroques.
D’après les recherches de l’Autorité rhénane des bâtiments, la cathédrale aurait, au temps de Charlemagne, été peinte en rouge pourpre, rendu plus résistant par l’addition de poudre de brique. La couleur aurait probablement été choisie en raison de son association avec le pouvoir impérial.
Le symbolisme est omniprésent dans la cathédrale, surtout sous forme numérique : le chiffre huit, correspondant à l’octogone, était le symbole du huitième jour (le dimanche suivant le sabbat) et représentait la Résurrection de Jésus-Christ et la promesse de la vie éternelle. De même, le chiffre dix représentait la perfection dans le système architectural médiéval et se retrouve fréquemment dans la chapelle palatine dont le diamètre (en incluant le circuit autour du dôme) mesure cent pieds carolingiens (c.a.d. 10 x 10) et est équivalent à la hauteur du dôme.

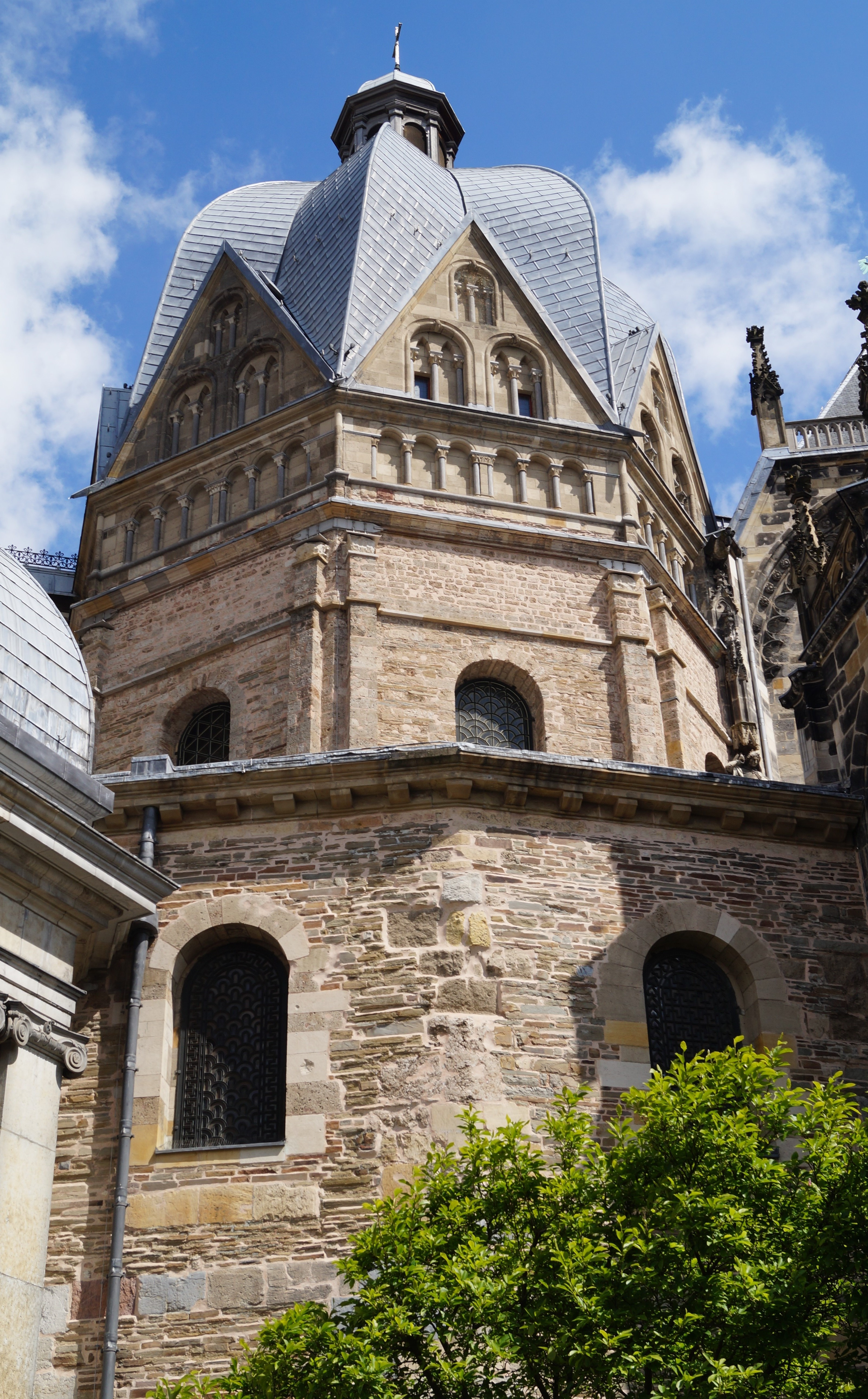
L’octogone vu de l’extérieur.
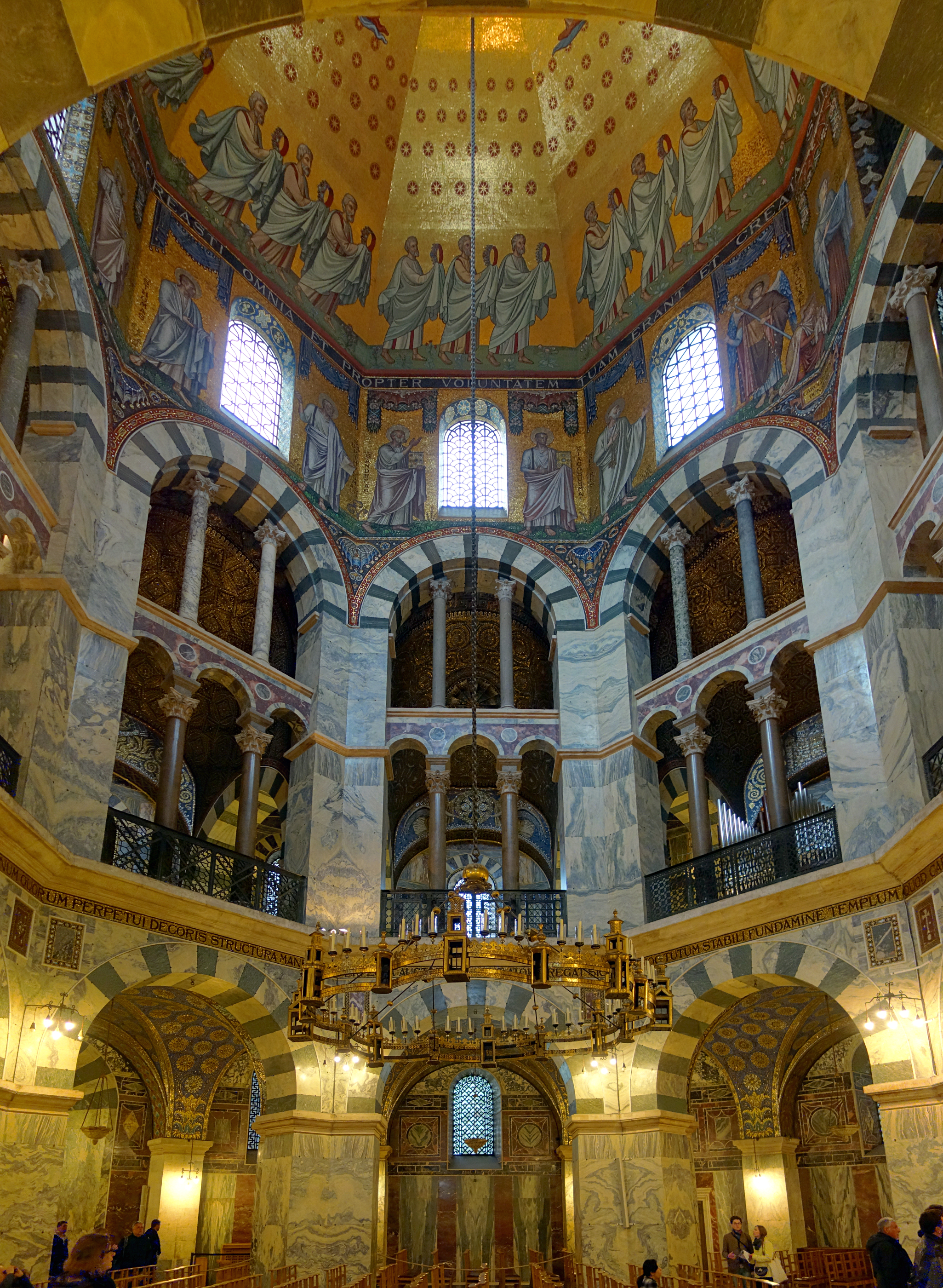
L’octogone vu de l’intérieur.
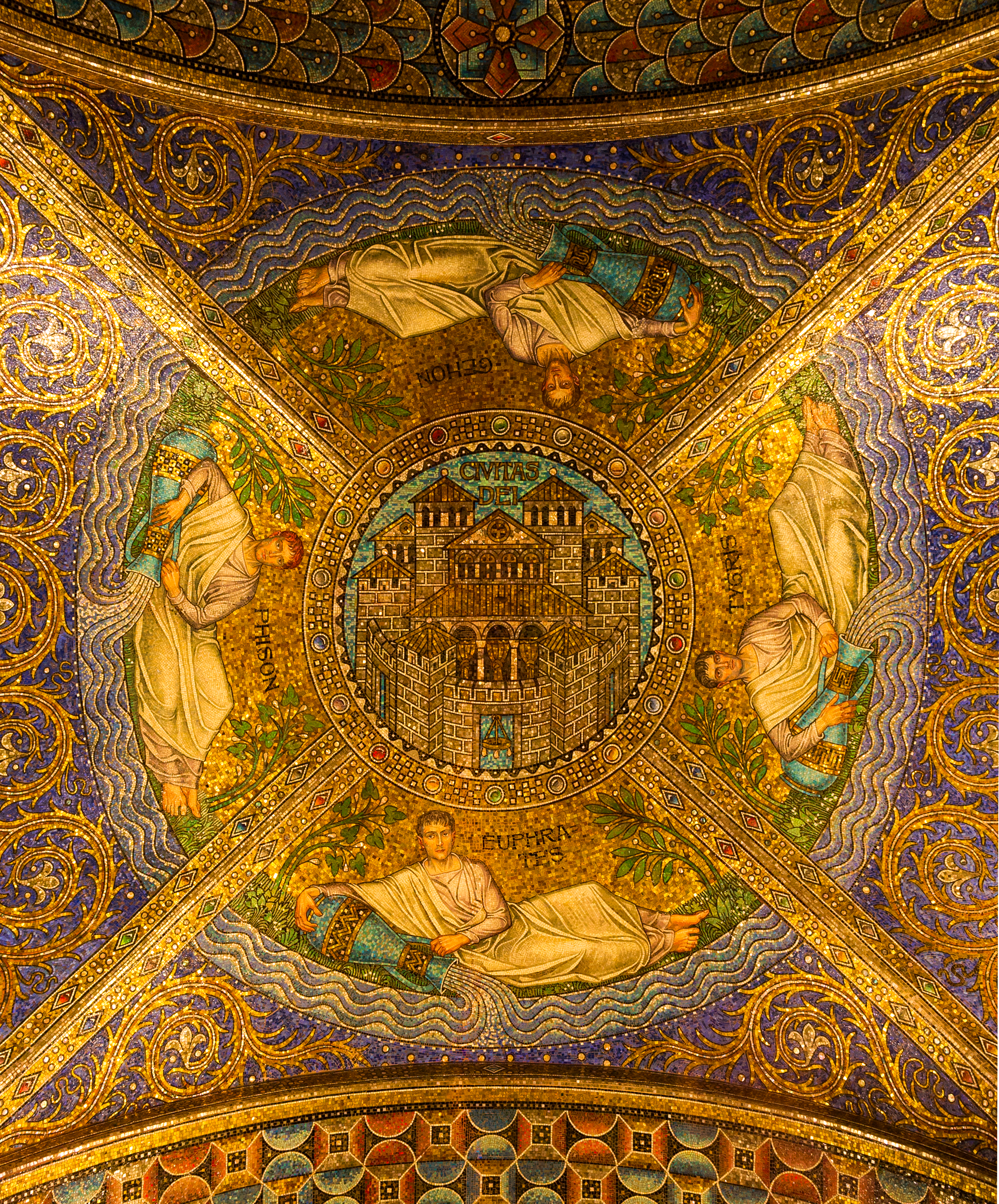
”La Jérusalem céleste”, mosaïque néo-byzantine à l’entrée de la cathédrale.
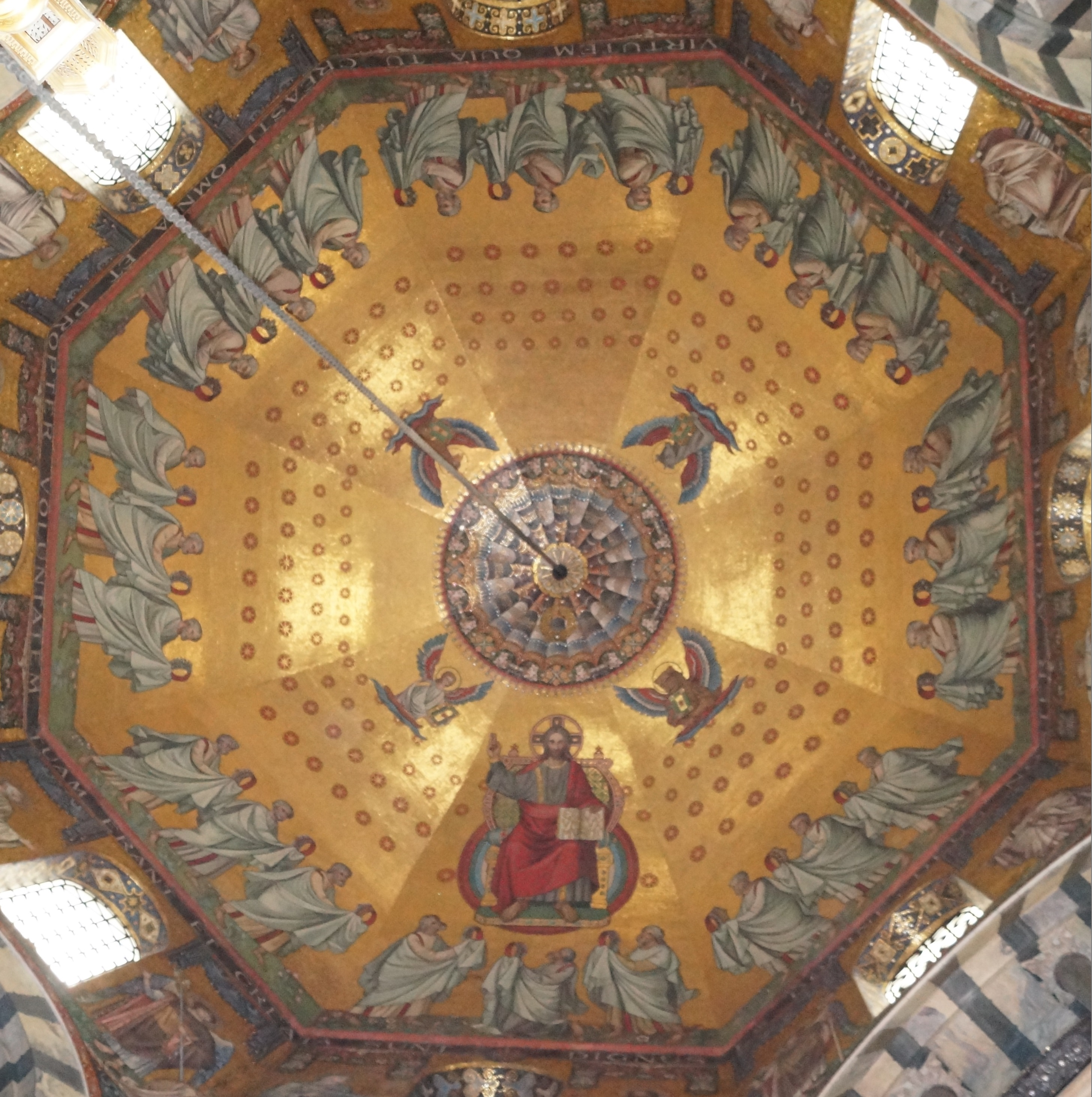
Mosaïque byzantine dans la coupole.
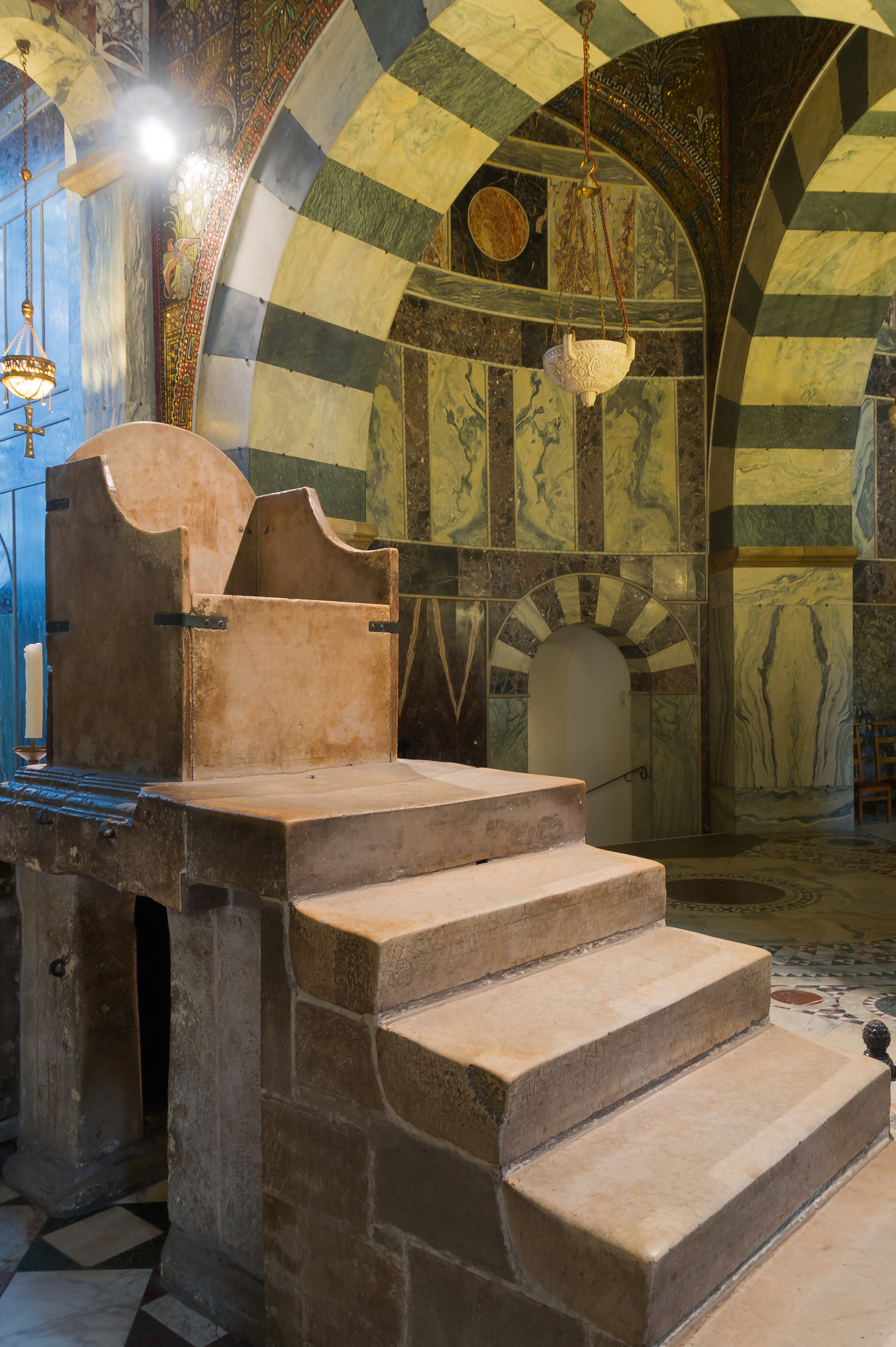
Le trône de Charlemagne dans la chapelle.
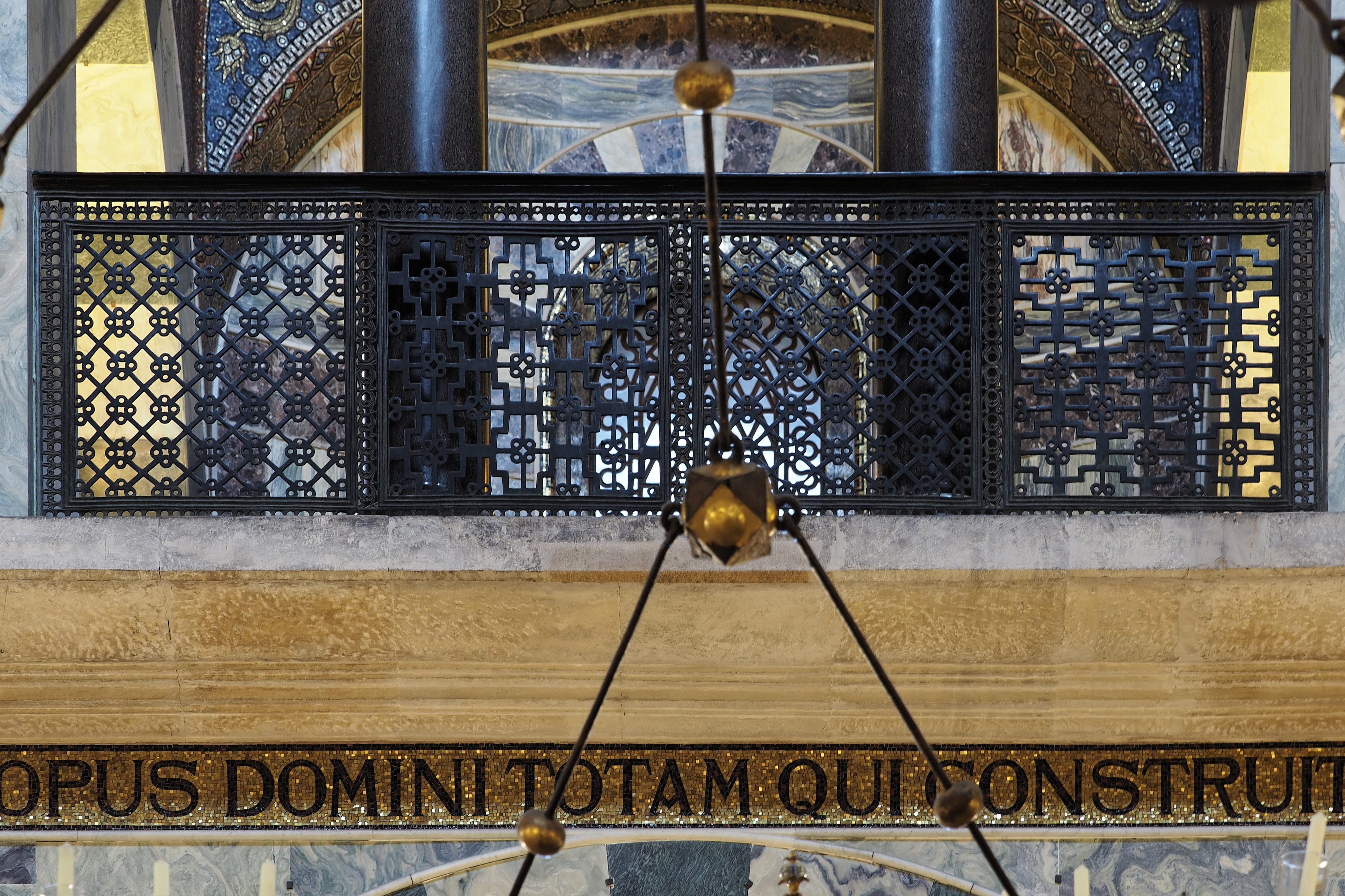
La barrière de bronze à l’étage.

### Le massif occidental

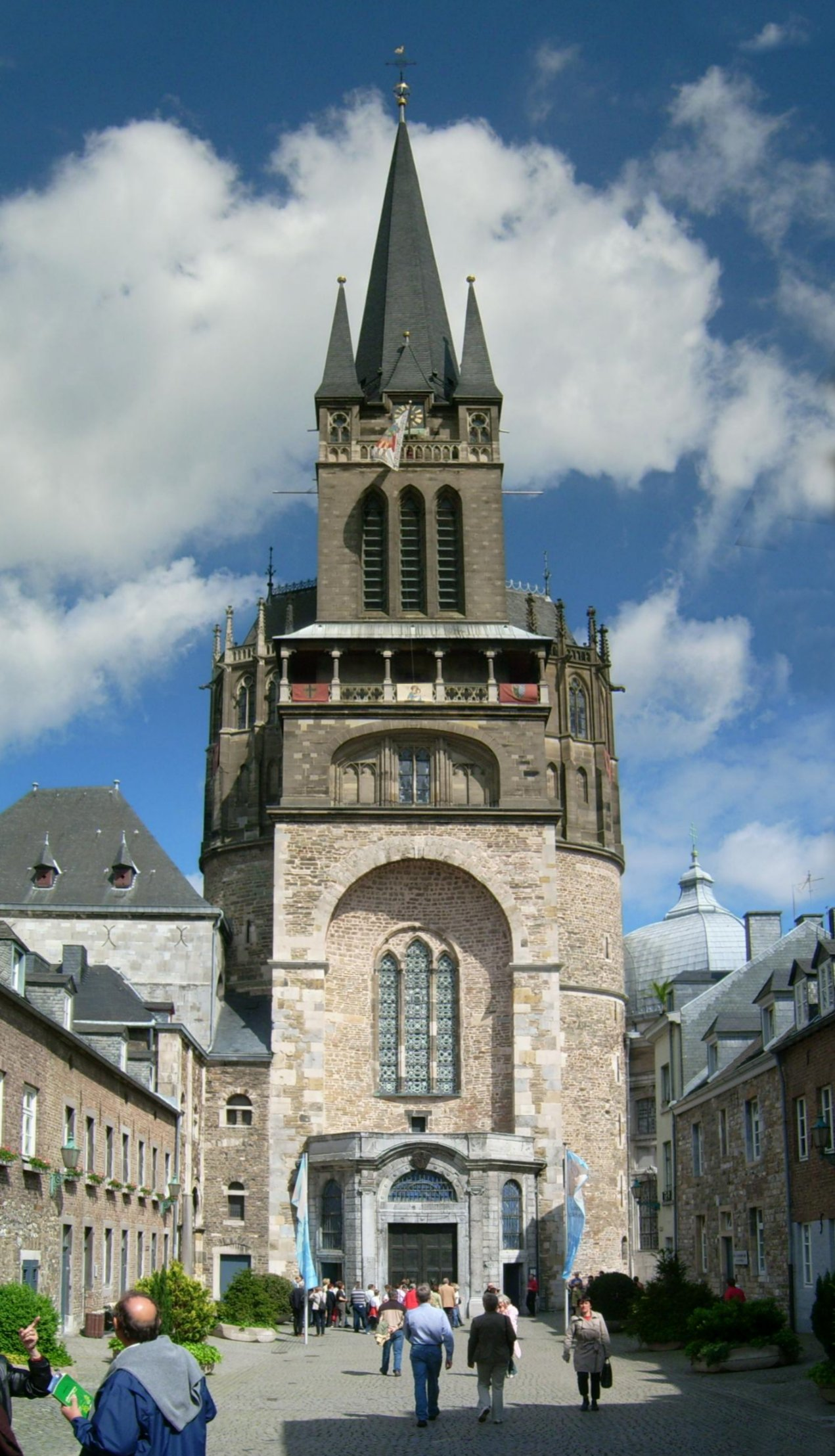
La cathédrale vue de l’ouest (entrée principale).

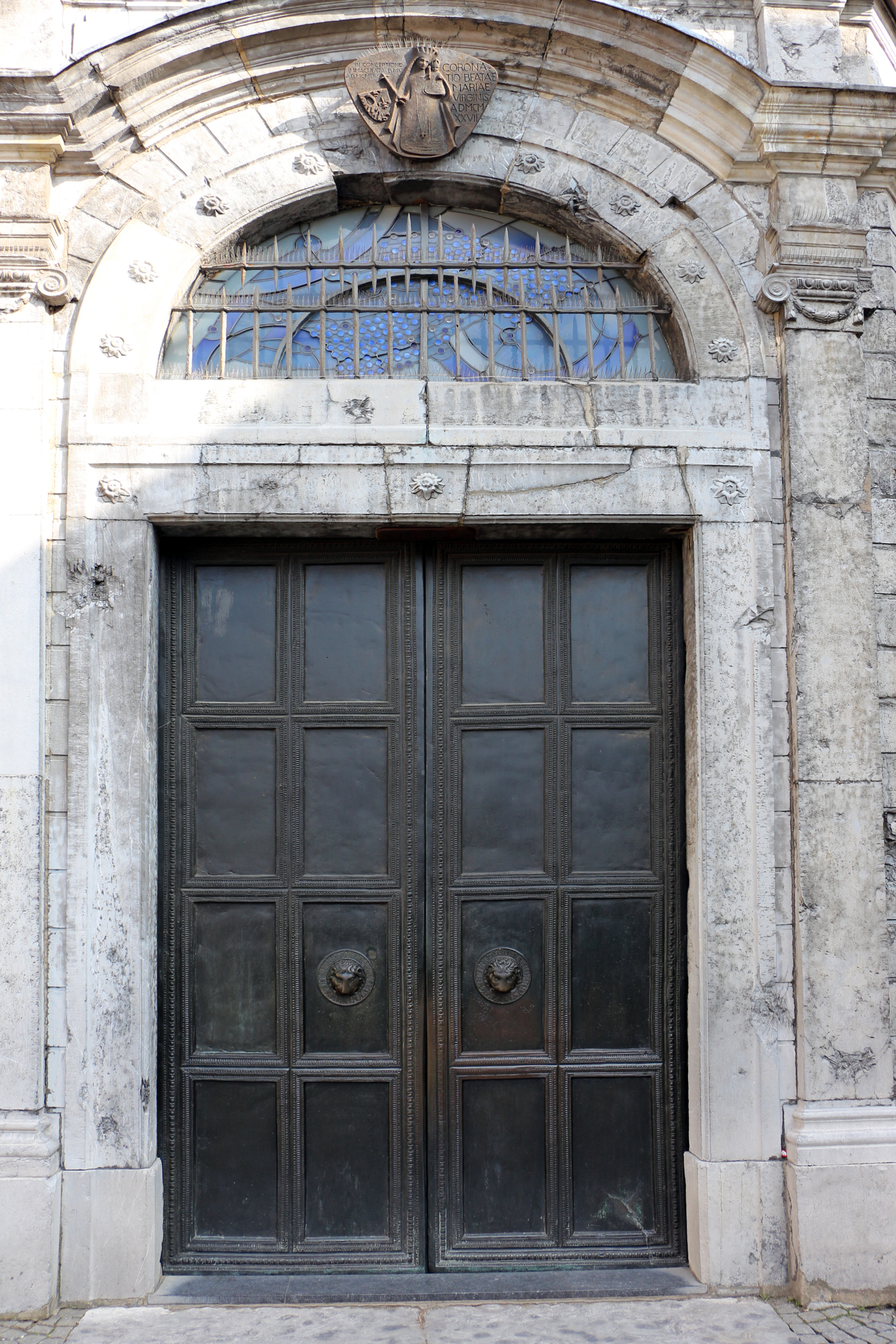
Les deux panneaux de la porte d’entrée et leurs poignées en forme de têtes de lions.

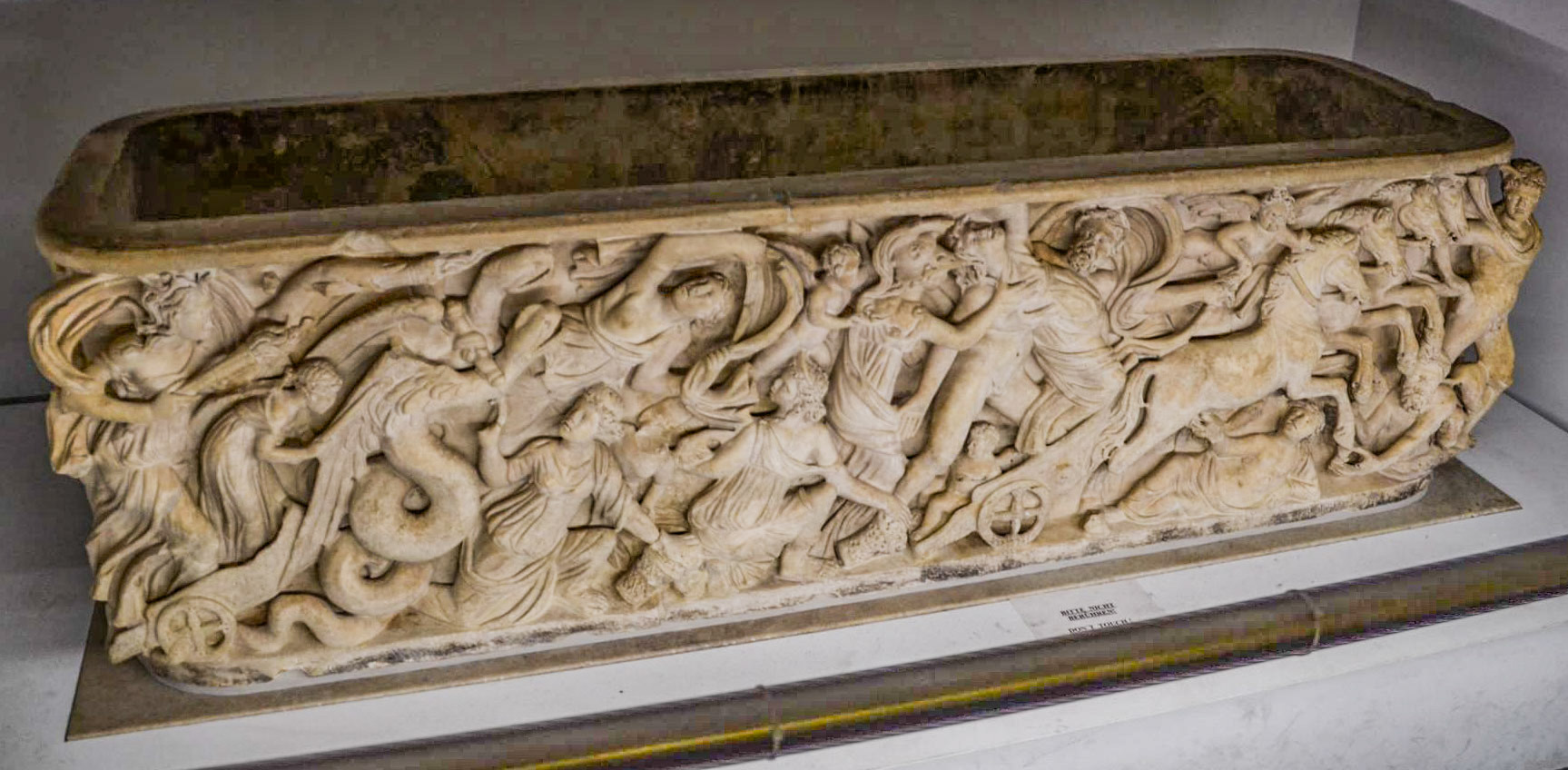
Sarcophage de Proserpine.

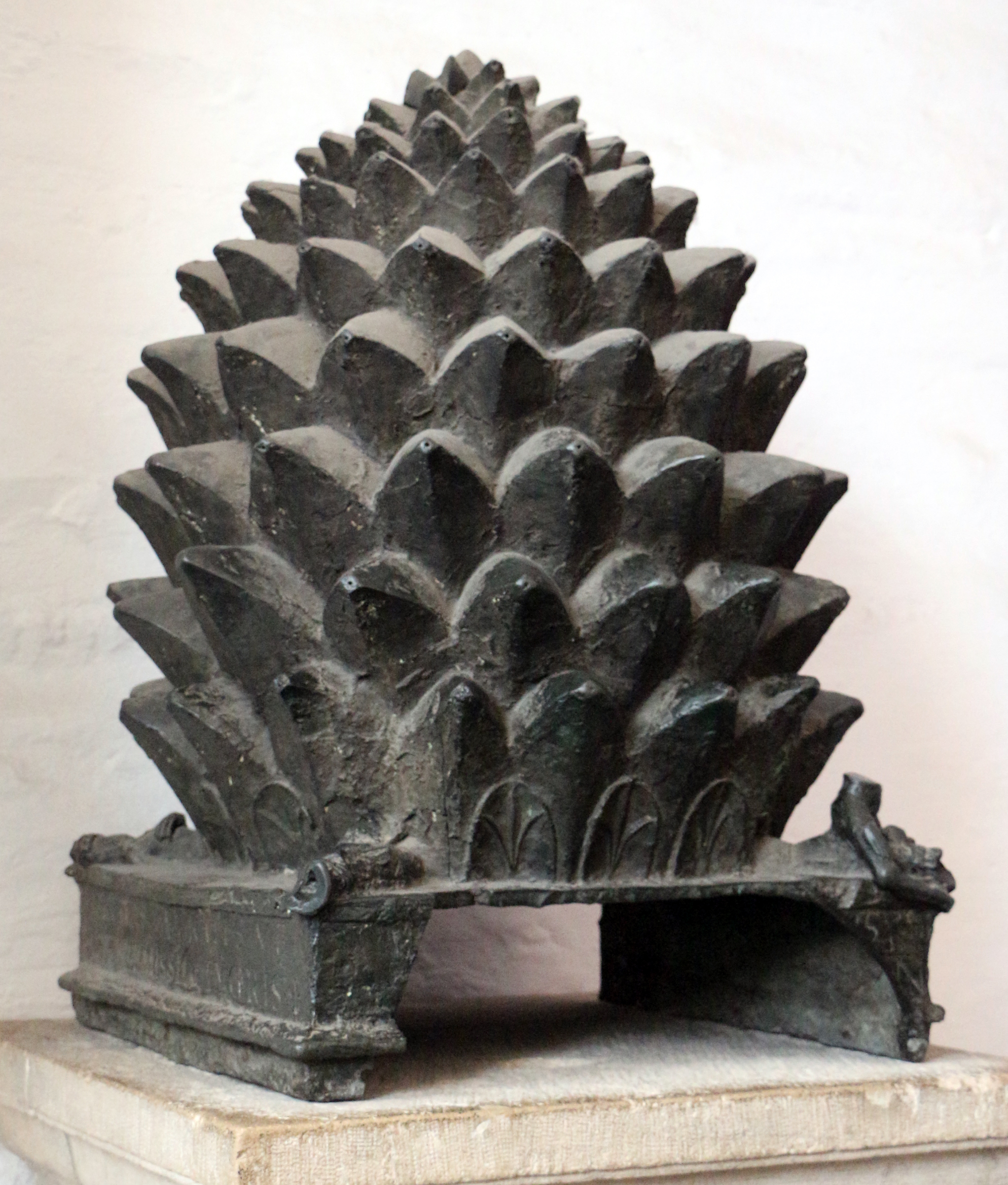
Pomme de pin en bronze du hall d’entrée.

Le massif occidental (Westwerk) de la cathédrale, d’origine carolingienne, est flanqué de deux tours à escaliers. Cet édifice à deux étages est complété du côté ouest par un porche du XVIIIe siècle.
Les panneaux de bronze formant la porte d’entrée, connue depuis le XIVe siècle comme la porte du Loup (Wolfstür), ont été forgées à Aix-la-Chapelle vers l’an 800. L’ensemble mesure 3,95 m de hauteur, 2,75 m de largeur et pèse 43 t. Elle constituait l'entrée principale de la cathédrale, située à l'origine entre le Westwerk et l’octogone, à un endroit appelé jusqu’en 1788 Hexadécagone ; le portail a été restauré en 1924. Chaque panneau est divisé en huit rectangles (nombre symbolique). Chaque rectangle est entouré d’une frise décorative faite de décorations en forme d’œuf. L’œuf avait, lui aussi, un symbolisme particulier : celui de la vie et de la fécondité et, par conséquent, de vie éternelle. Les deux poignées de la porte affectant une tête de lion sont entourées de vingt-quatre (c.a.d. deux fois douze ou trois fois huit) feuilles d'acanthe. Le tout affecte la forme des portes que l'on trouvait dans les anciens temples romains, rappelant ainsi que Charlemagne entendait faire d’Aix-la-Chapelle une « Nouvelle Rome » et que la chapelle palatine devait être le monument commémorant la restauration de l'Empire.
Parmi les nombreuses sculptures de bronze figurait une statue équestre se voulant probablement le rappel de la statue de Marc Aurèle à Rome. Dans le hall d’entrée se trouve la statue de bronze d’un ours ou d’une louve, sûrement coulée au Xe siècle, à l’époque ottonienne. Face à celle-ci, on peut voir un cône de pin percé de 129 ouvertures, d’une hauteur de 91 cm (incluant la base), dont la date de fabrication oscillerait entre le IIIe siècle et le Xe siècle. La base, manifestement d’inspiration ottonienne, porte une inscription en hexamètres léonins se référant aux fleuves Tigre et Euphrate de la Mésopotamie. C’est peut-être par ce cône que jaillissait l’eau d’une fontaine qui aurait été placée dans l’atrium de la chapelle palatine à l’époque carolingienne.
Le niveau supérieur est fait d’un mur de briques exceptionnellement ouvragé, qui présente une protubérance vers l’extérieur, donnant l’impression d’un renflement « concave-convexe ». Avant que le porche ne soit construit au XVIIIe siècle, la façade ouest carolingienne, vue du narthex, était saisissante : une niche imposante, surmontée d’un arc semi-circulaire au niveau supérieur ouest, correspondait au demi-cercle de la voûte en berceau au niveau inférieur.
De nos jours s’ouvre dans le mur ouest une large fenêtre datant probablement de la période gothique, qui remplaça une fenêtre à meneau. La présente fenêtre est l’œuvre d’Ewald Mataré en 1956 ; faite de bronze et de quartz non travaillé, sa conception imite, bien que de façon abstraite, la structure de la porte de bronze carolingienne à l’intérieur du dôme.
On ne sait pas exactement à quoi servait le niveau supérieur de la façade ouest. Le baptême, longtemps réservé à l’église collégiale de la Vierge Marie, était administré dans des fonts baptismaux situés derrière le trône de marbre jusqu’à la fin de l’Ancien Régime. Il est possible que cet espace ait servi à ces cérémonies. De plus, percée dans le mur ouest, sous la grande fenêtre, se trouve une plus petite fenêtre (Fensetella) permettant d’apercevoir ce qui, au-dessous, était l’ancien atrium. Il est certain toutefois que le « passage carolingien » donnait sur cette pièce par son mur nord, reliant l'Aula Regia (la salle du roi) au nord du palais avec l’église.
Au-dessous, la pièce à l’ouest, dotée d’une voûte en berceau, a probablement servi de sépulture lors des funérailles de Charlemagne, le 28 janvier 814, et de son inhumation dans le sarcophage de Proserpine.
Les planchers de la façade ouest situés au-dessus de cette pièce furent remodelés dans la première moitié du XIVe siècle et à nouveau au XVIIe siècle ; la tour fut complétée entre 1879 et 1884.

### Le chœur
À l’initiative de la fondation de Marie (Marienstift) et du maire d’Aix-la-Chapelle, Gerhard Chorus (1285-1367), un chœur de style gothique fut construit entre 1355 et 1414 à l’est de l’Octogone, remplaçant ce qui dut être un chœur rectangulaire à l’époque carolingienne.
Le chœur gothique mesure 25 m de long, 13 m de large et 32 m de haut. Son mur extérieur est presque complètement couvert de verrières : la surface vitrée couvre plus de 1 000 m2, ce qui lui a valu le surnom de Glashaus (maison de verre). Il fut conçu comme un « reliquaire de verre » devant contenir les saintes reliques d’Aix-la-Chapelle, ainsi que le tombeau de Charlemagne. Son plan a pour modèle la Sainte-Chapelle de Paris, également destinée à accueillir des reliques importantes et à servir de chapelle royale. Pour protéger la voûte du chœur, des tiges de fer furent insérées dans les murs au moment de la construction pour servir de contrepoids aux forces latérales s’exerçant sur les minces supports de pierre, permettant ainsi de consacrer un espace maximum aux vitraux.

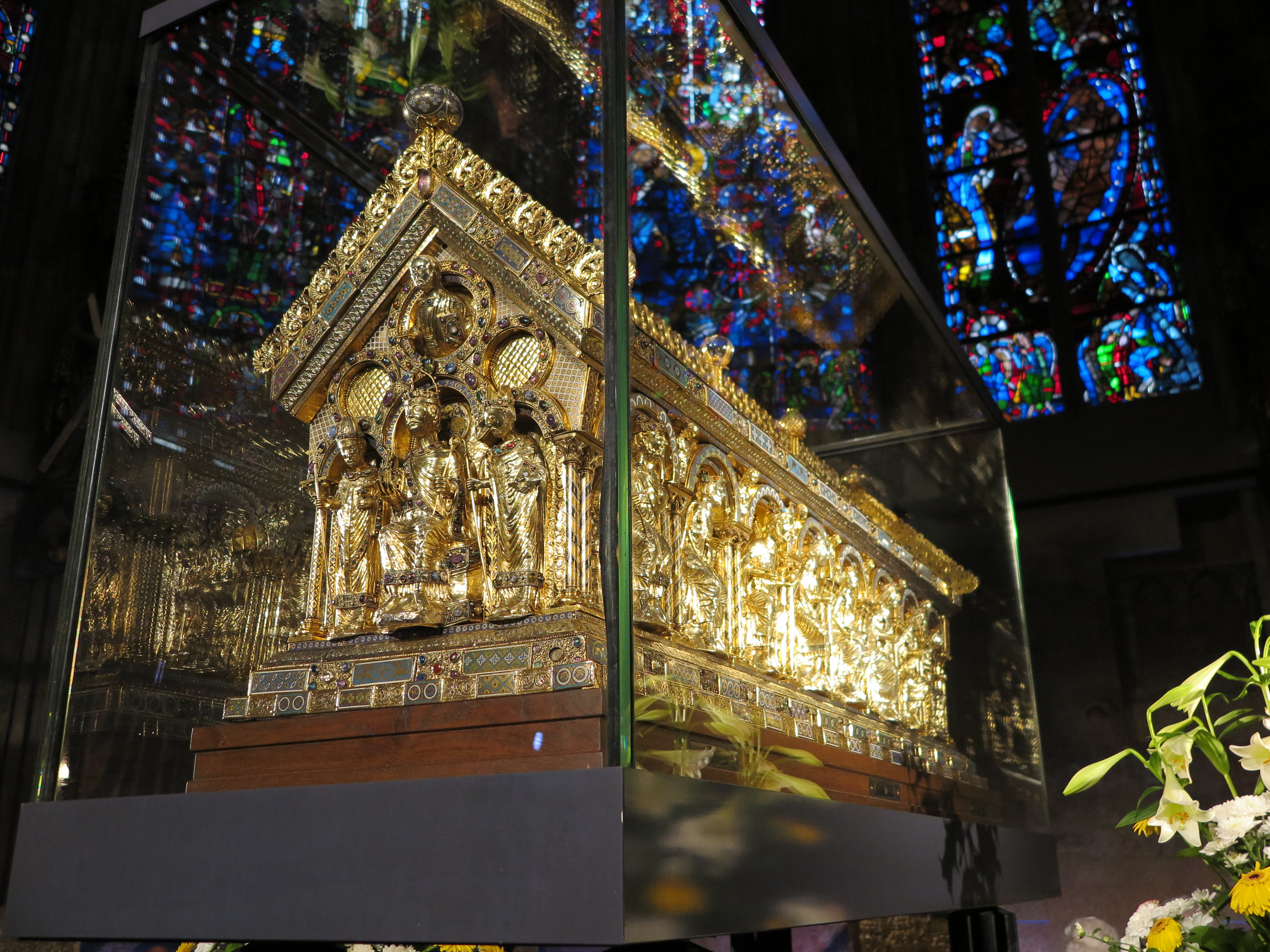
Châsse de Charlemagne (entre 1182 et 1215).
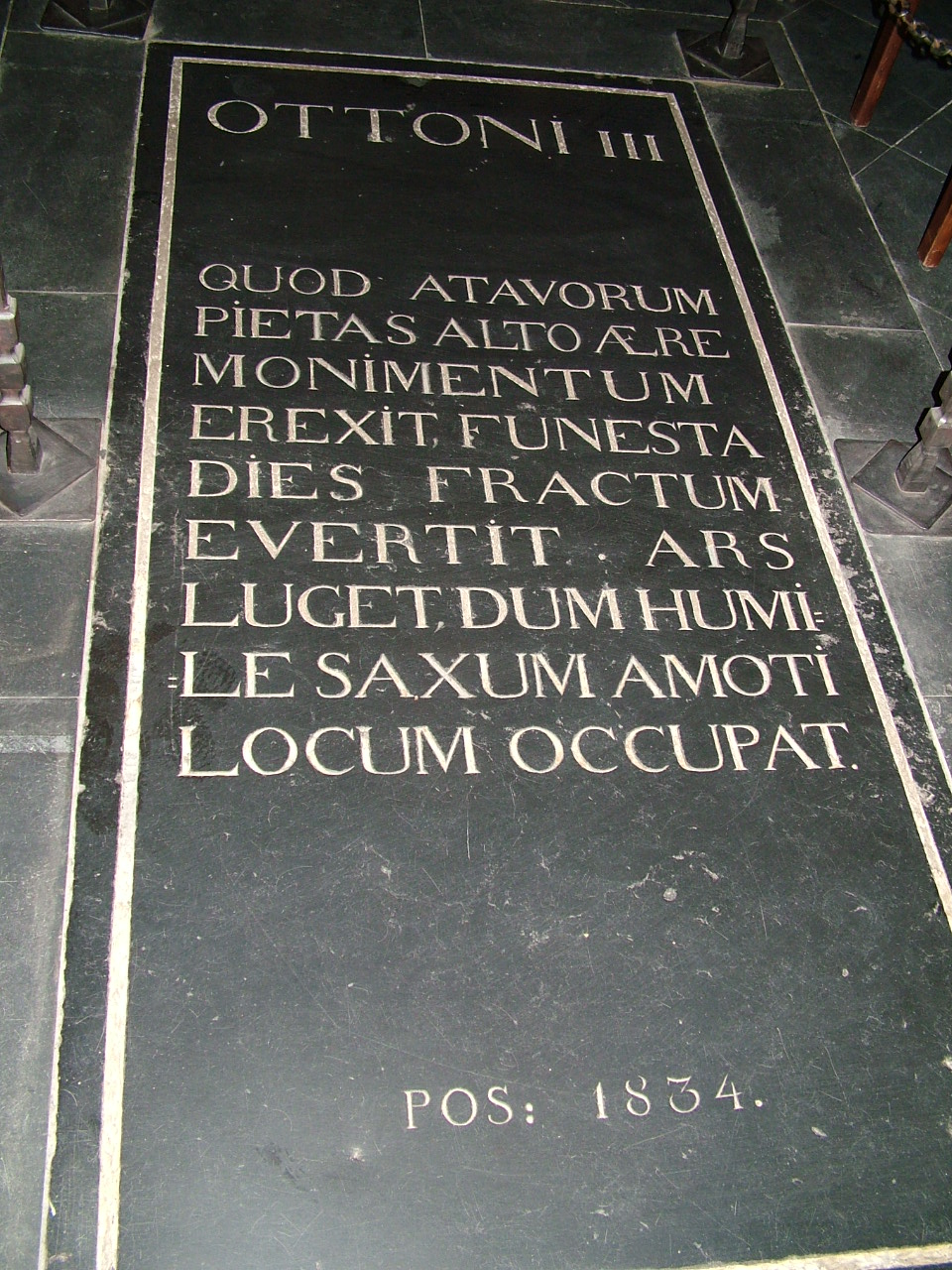
Tombeau d’Otto III (r.996-1002).
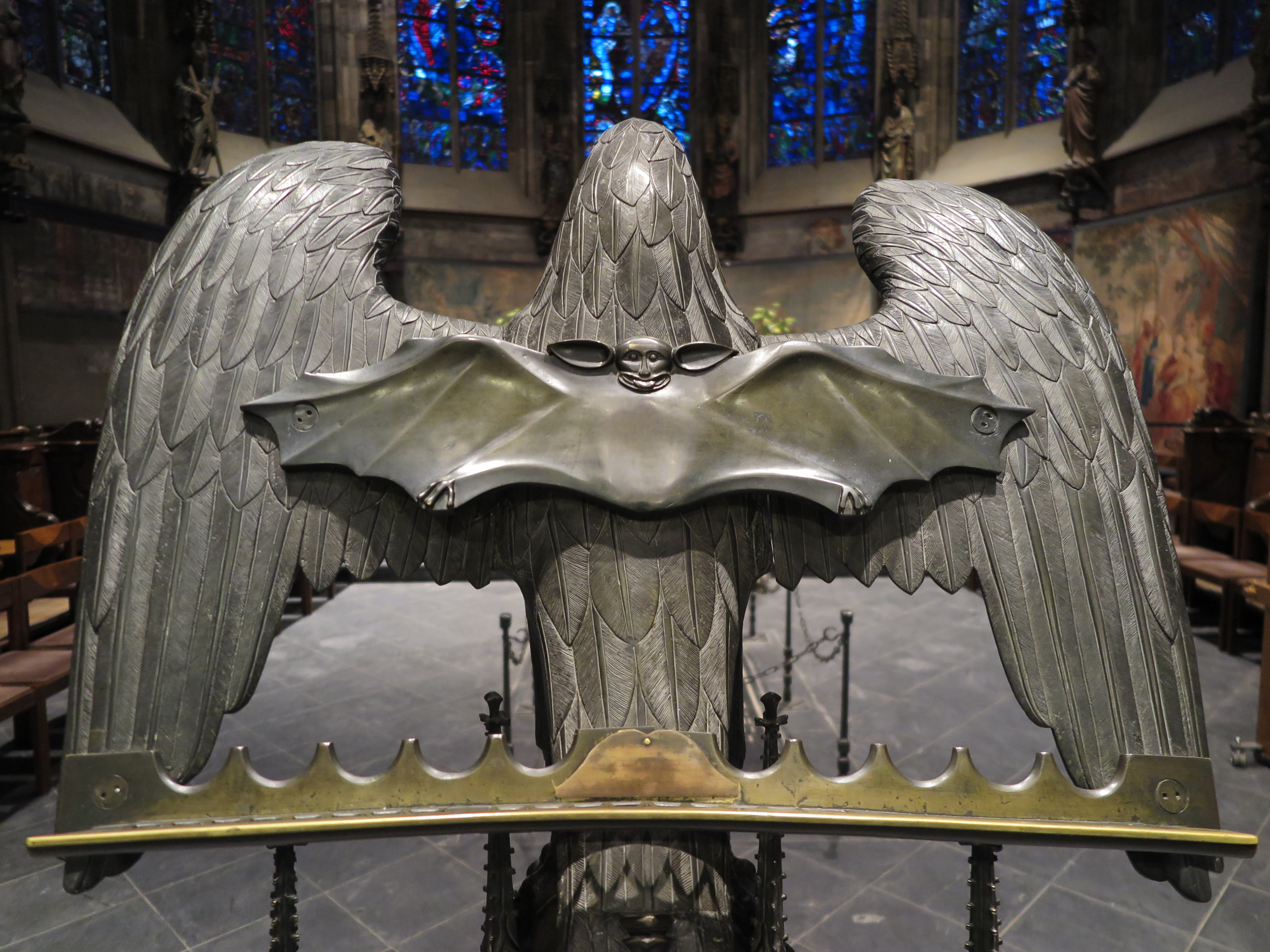
Chaire (avec aigle et chauve-souris) du XVe siècle.
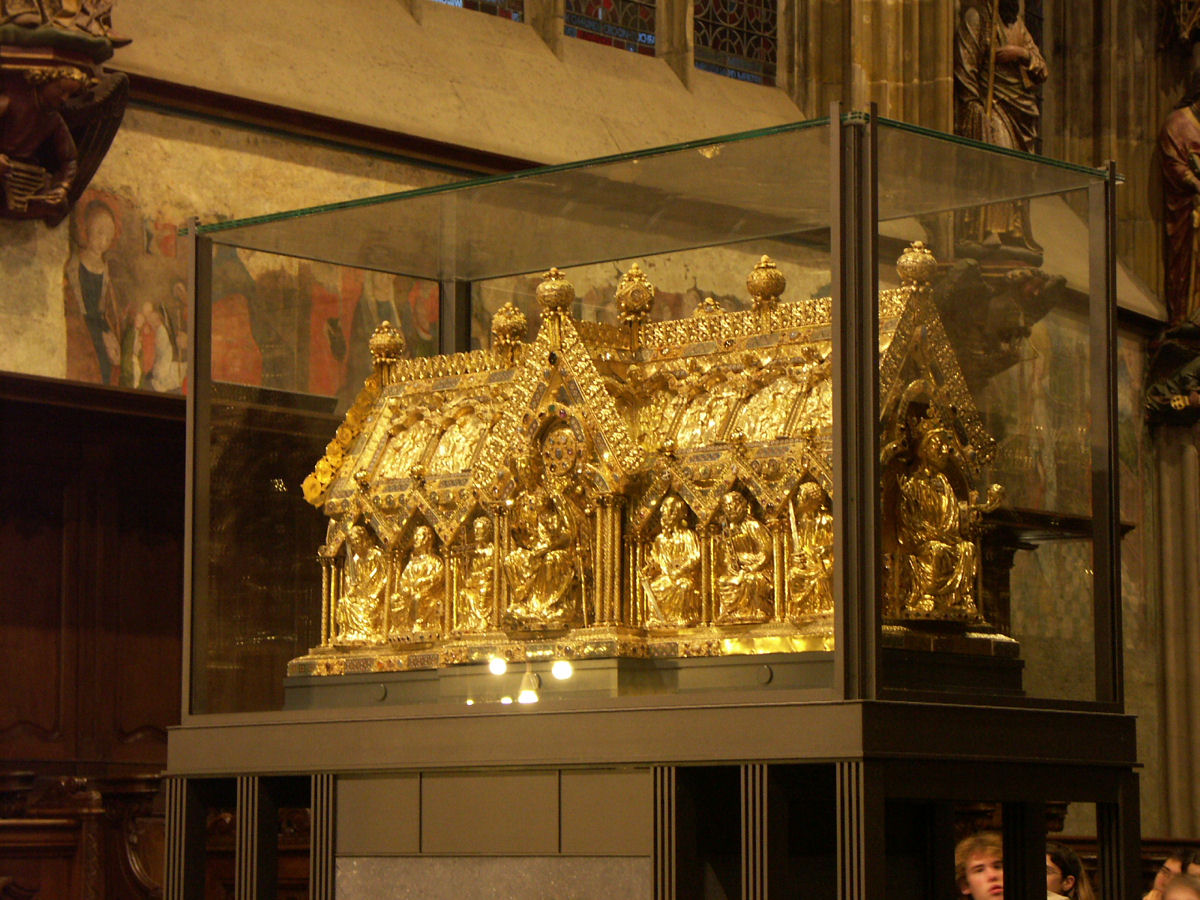
Reliquaire dit de Marie (1238).
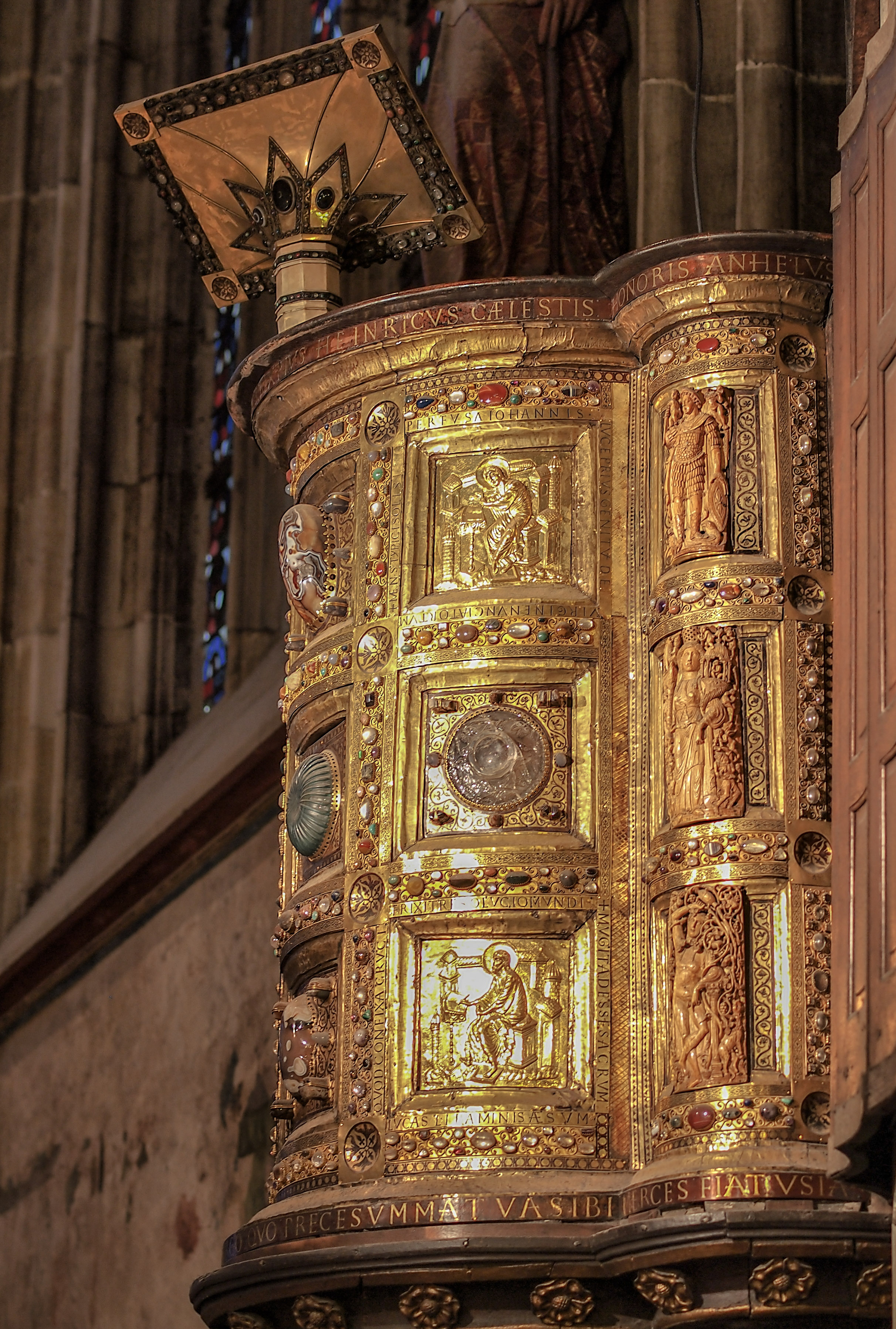
Ambon d’Henri II sur le mur sud de l’ancien chœur.
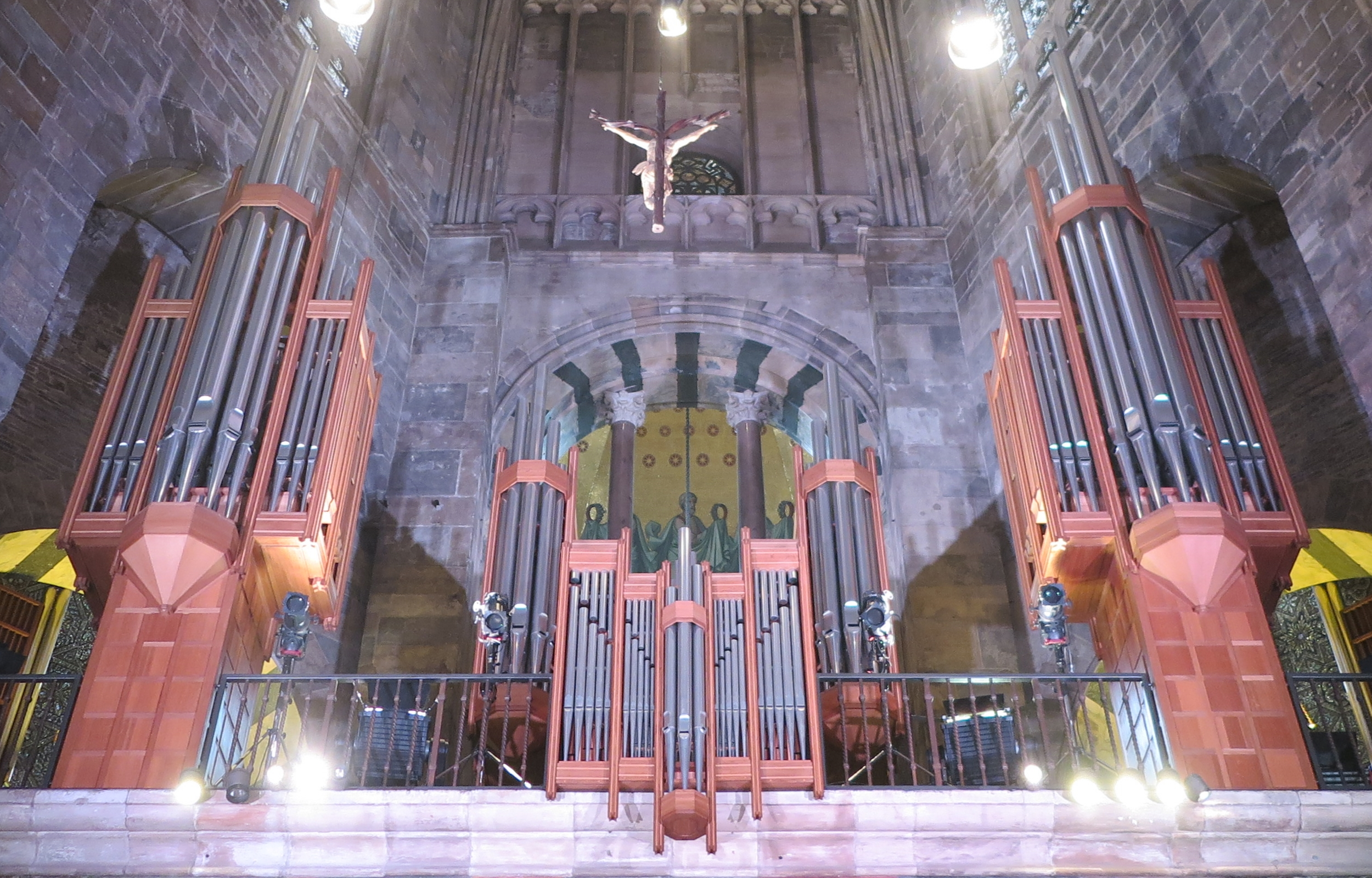
Orgues

### Chapelles latérales
Réparties autour de l’octogone se trouvent un grand nombre de chapelles latérales. Dans le sens des aiguilles d’une montre et en partant du sud-est, on trouve :
- Au sud-est, la Matthiaskapelle (chapelle de Saint-Mathieu), construite à la fin du XIVe siècle à la même époque que le chœur qu’elle jouxte.
- À côté de la chapelle de Saint-Mathieu et au sud de celle-ci, la chapelle gothique Annakapelle (chapelle de Sainte-Anne). Le niveau inférieur de celle-ci constituait originellement le narthex de l’une des portes de la cathédrale ; plus tard les portes furent scellées et la pièce transformée en chapelle.
- Au sud de la façade ouest se trouve la chapelle de Hongrie. Originellement une chapelle latérale de style gothique, elle fut transformée au XVIIIe siècle par l’architecte italien Joseph Moretti qui lui donna un style baroque.
- Au nord de la façade ouest se trouve la chapelle des saints Nicolas et Michel datant du XVe siècle avec son autel de style néobaroque conçu au XXe siècle par Joseph Buchkremer. Elle fut autrefois le lieu de sépulture des chanoines de la cathédrale.
- Au nord-est, la chapelle des saints Charles et Hubert fut construite à l’intérieur de l’Octogone.
- D’autres chapelles faisant partie du complexe de la cathédrale furent construites dans les cloîtres (chapelle de Tous-les-Saints) et devant la cathédrale (chapelle baptismale).

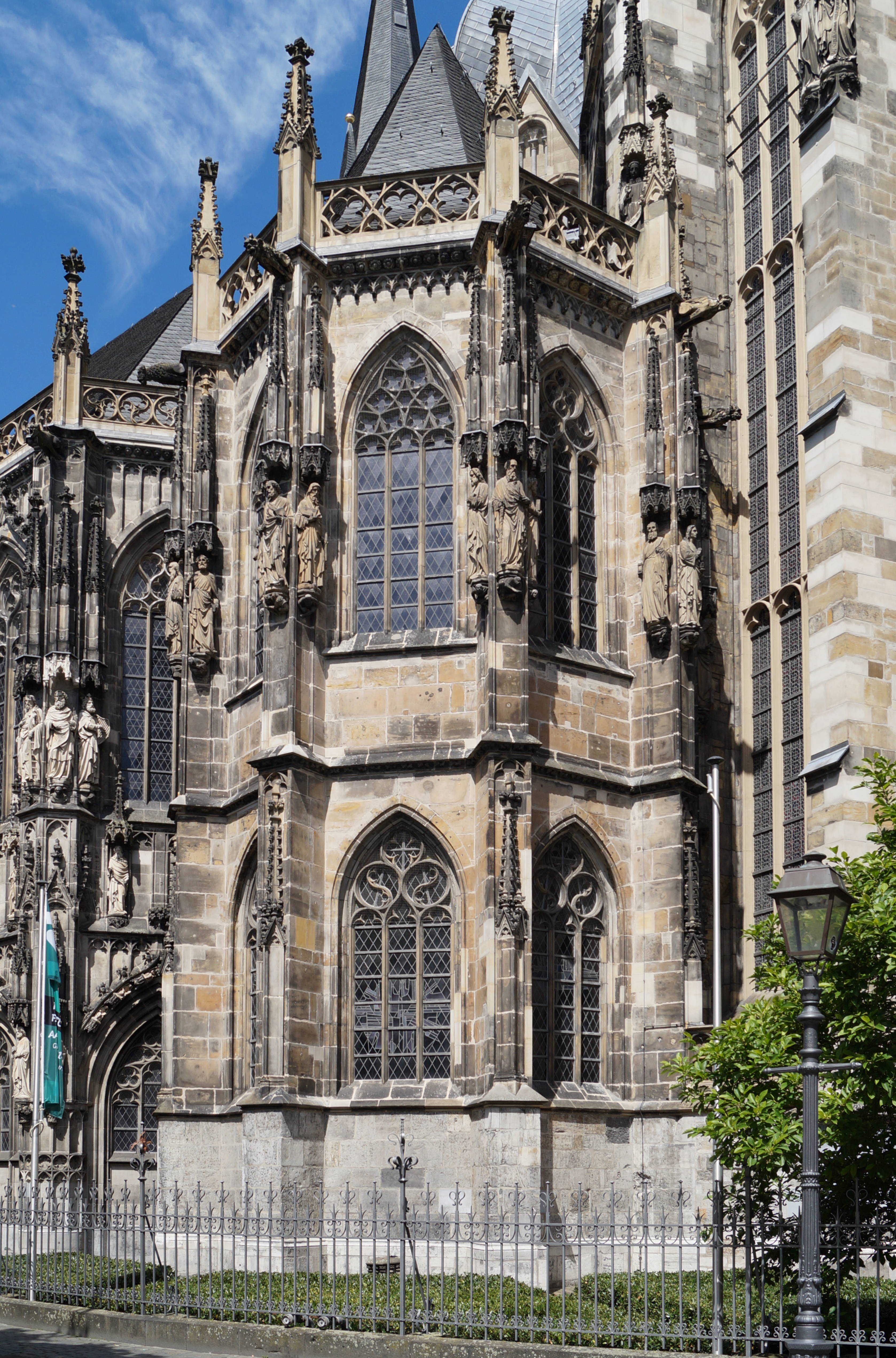
Chapelle Saint-Mathieu
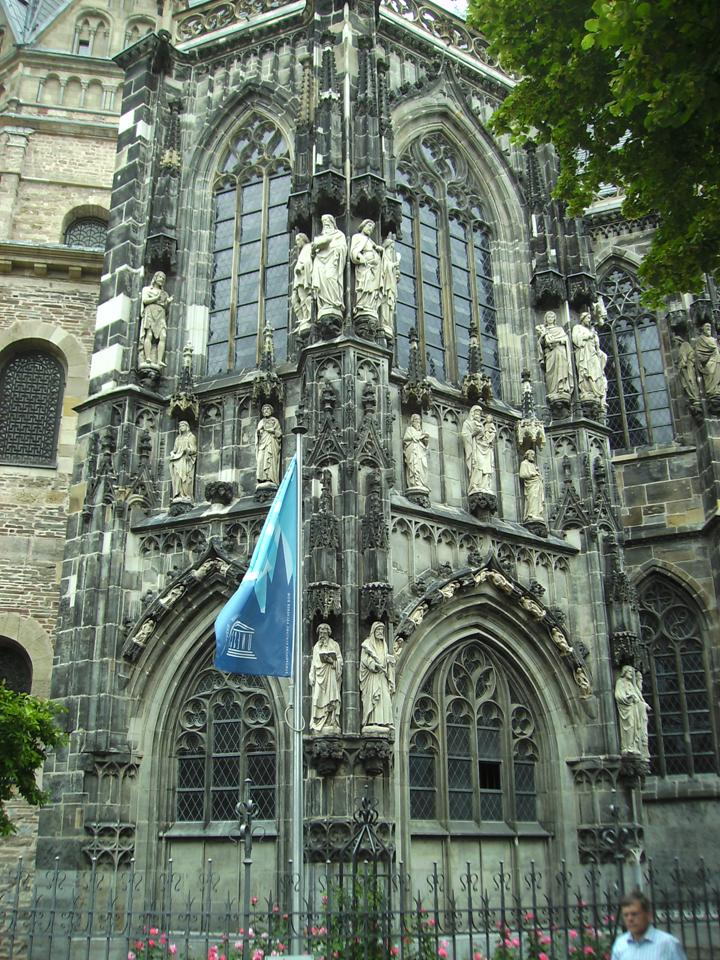
Chapelle Sainte-Anne
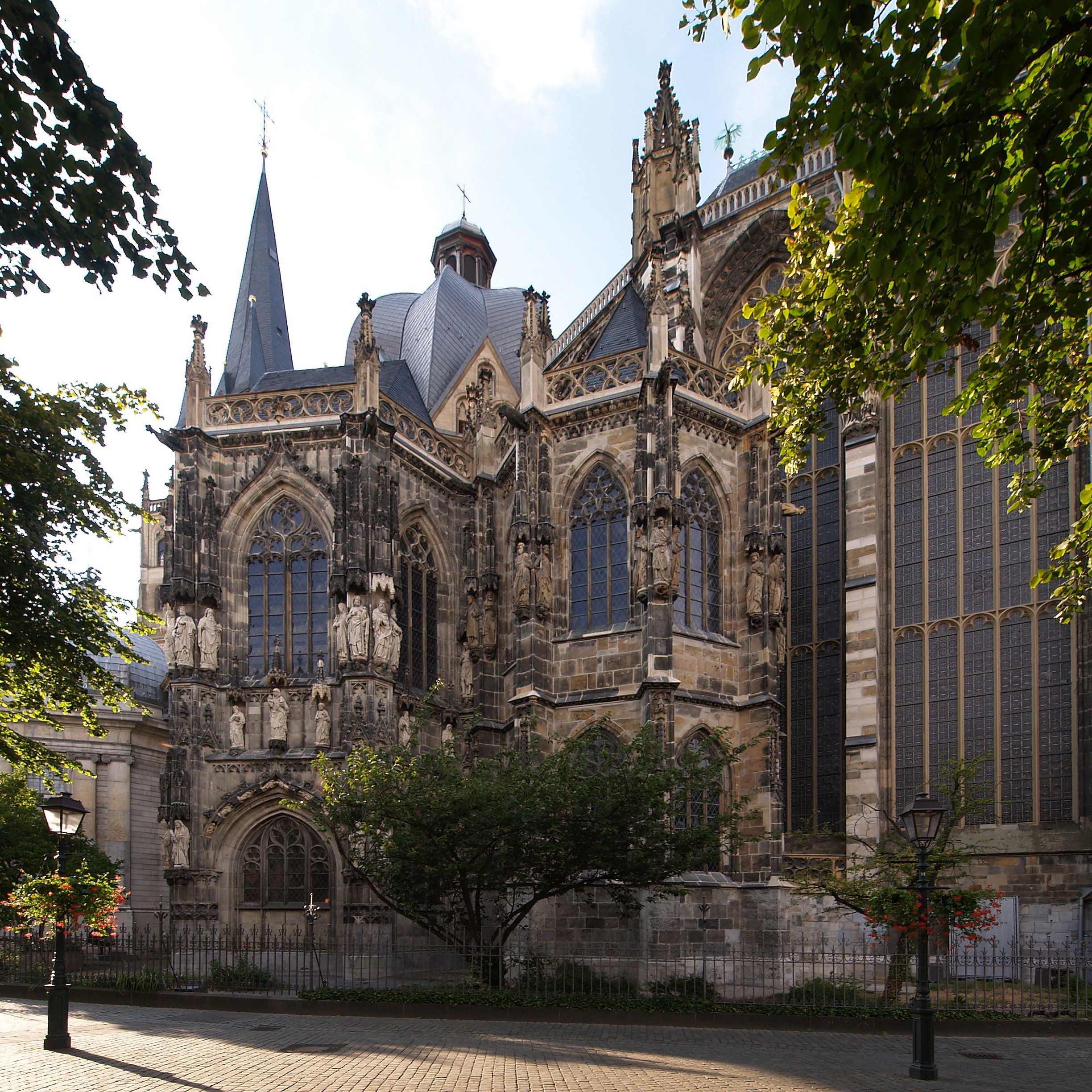
À gauche, la chapelle Sainte-Anne ; à droite, la chapelle Saint-Mathieu
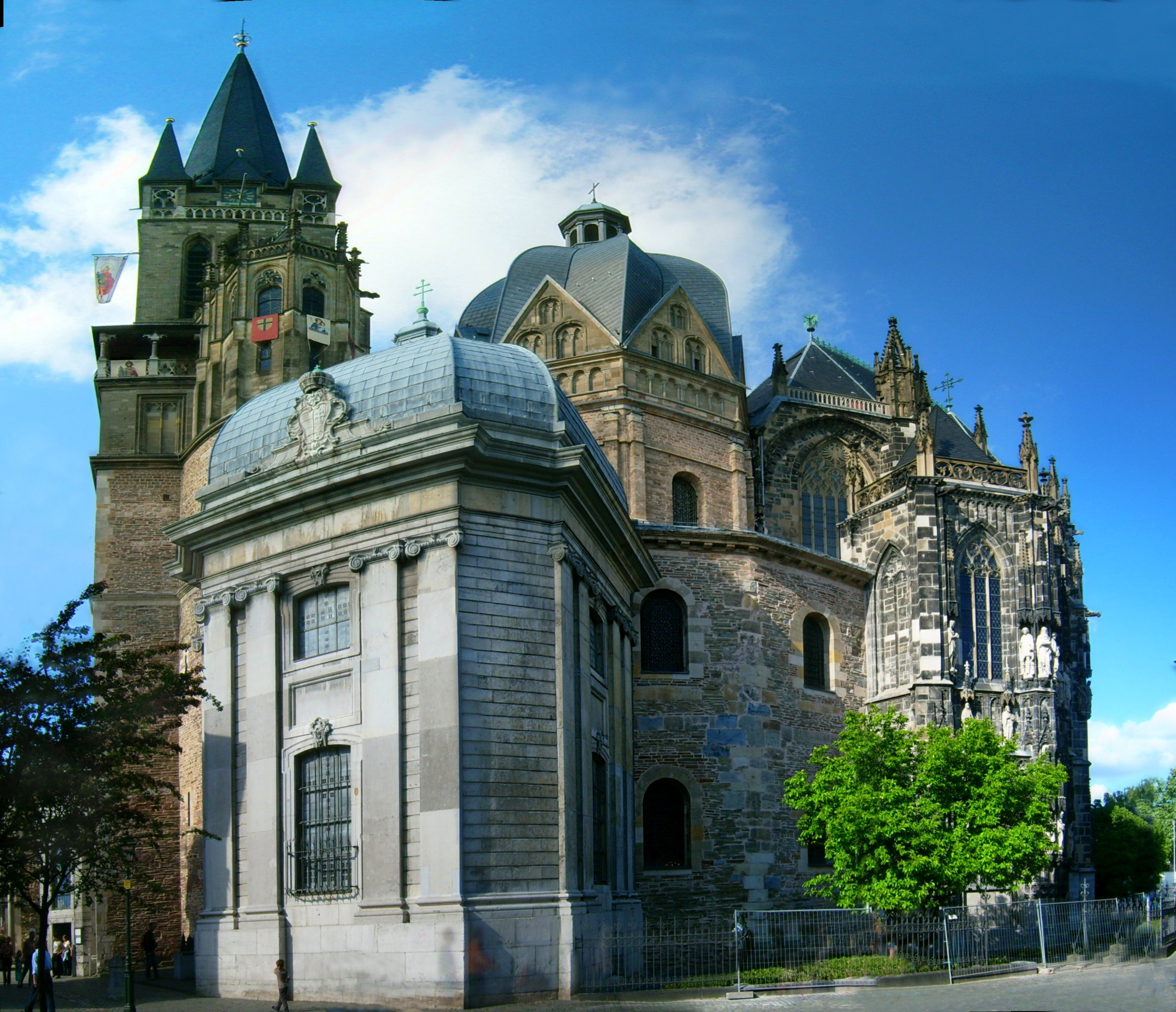
Chapelle de Hongrie
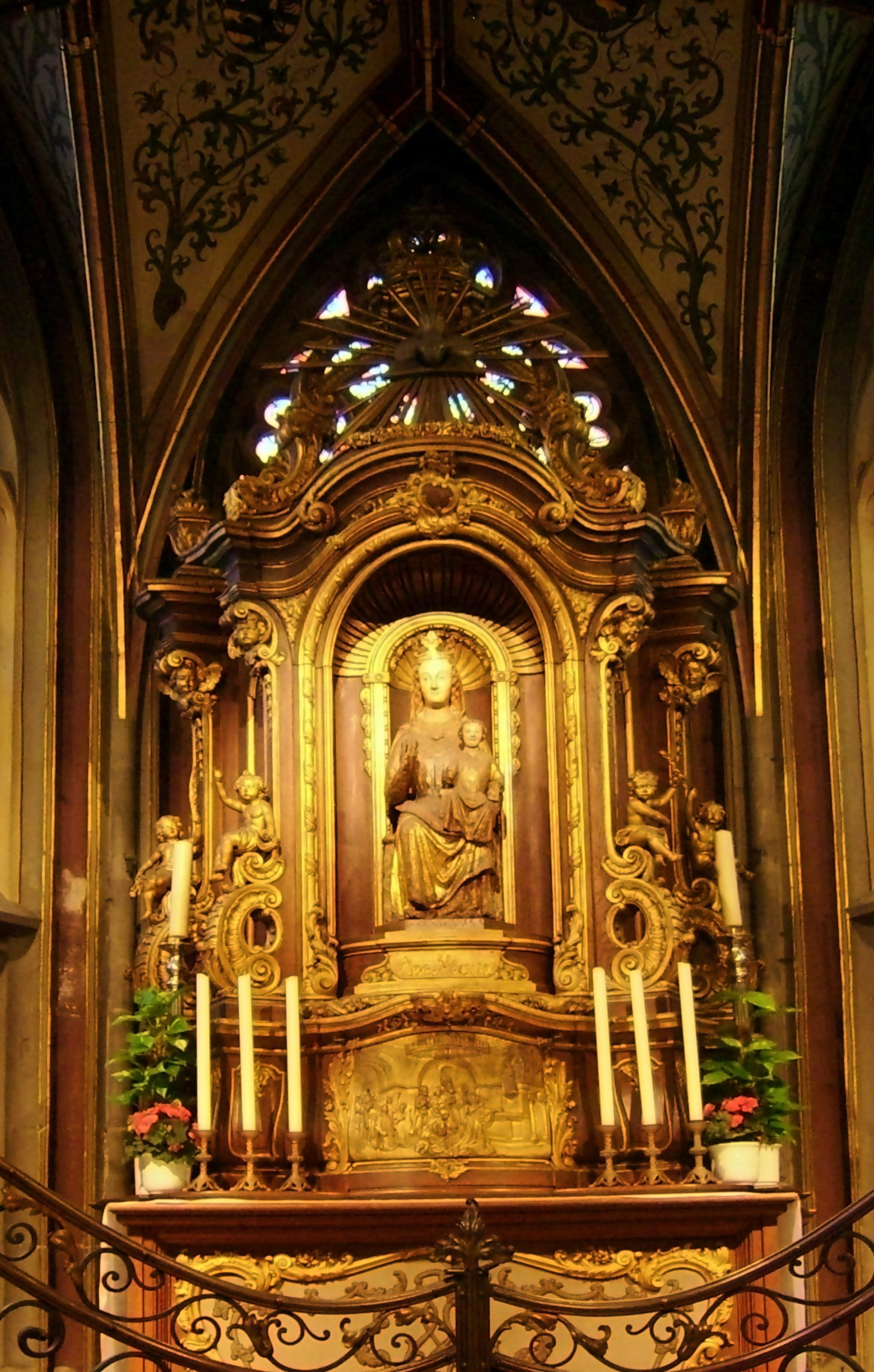
Chapelle Saint-Nicolas

## Objets précieux

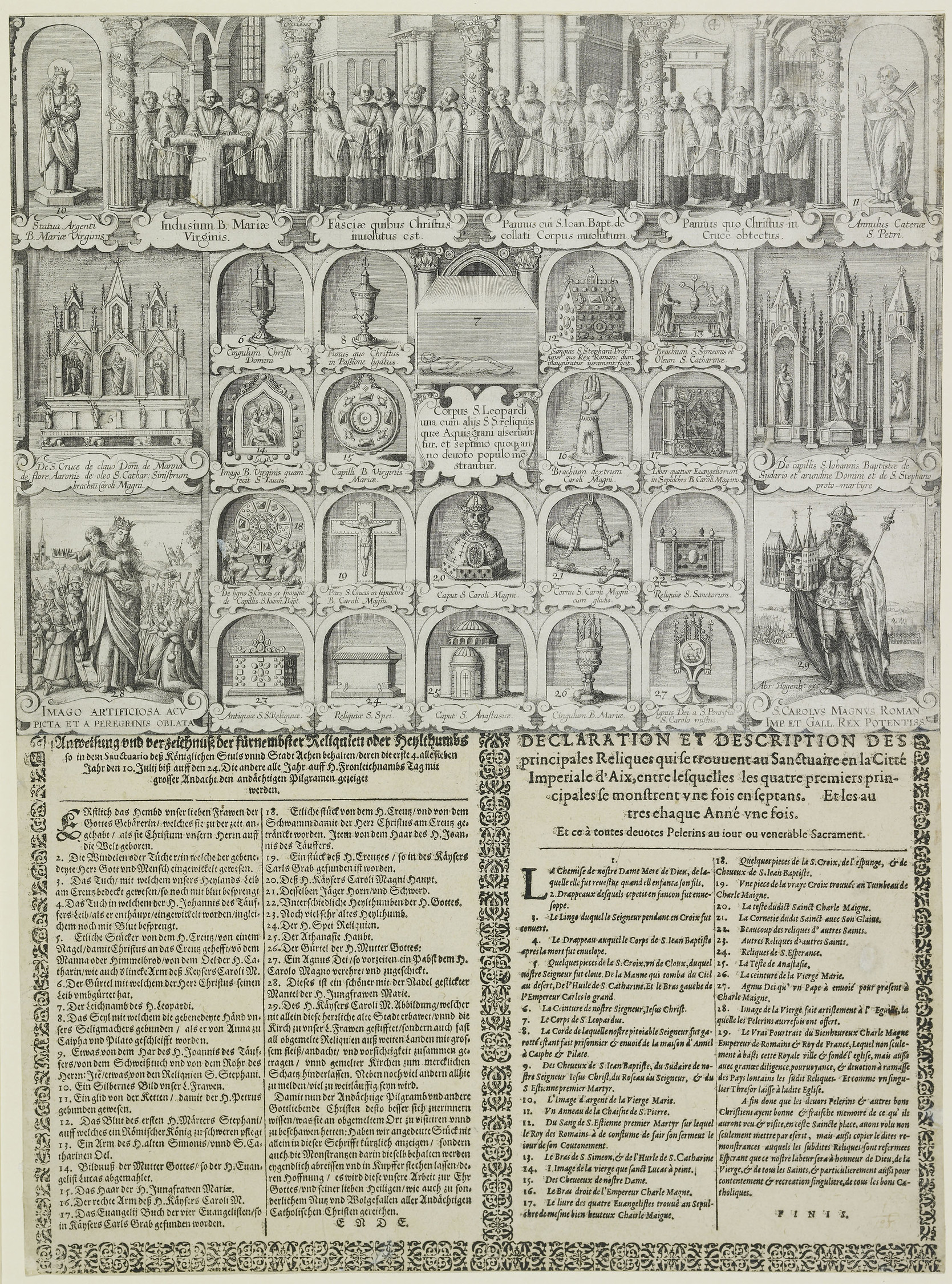
Wenceslaus Hollar, Les reliques d'Aix.

La cathédrale d’Aix-la-Chapelle abrite une collection d’objets précieux datant de l’Antiquité classique et des périodes carolingiennes, ottonienne et des Hohenstaufen, absolument uniques par leur signification historique et religieuse.

### Trône de Charlemagne

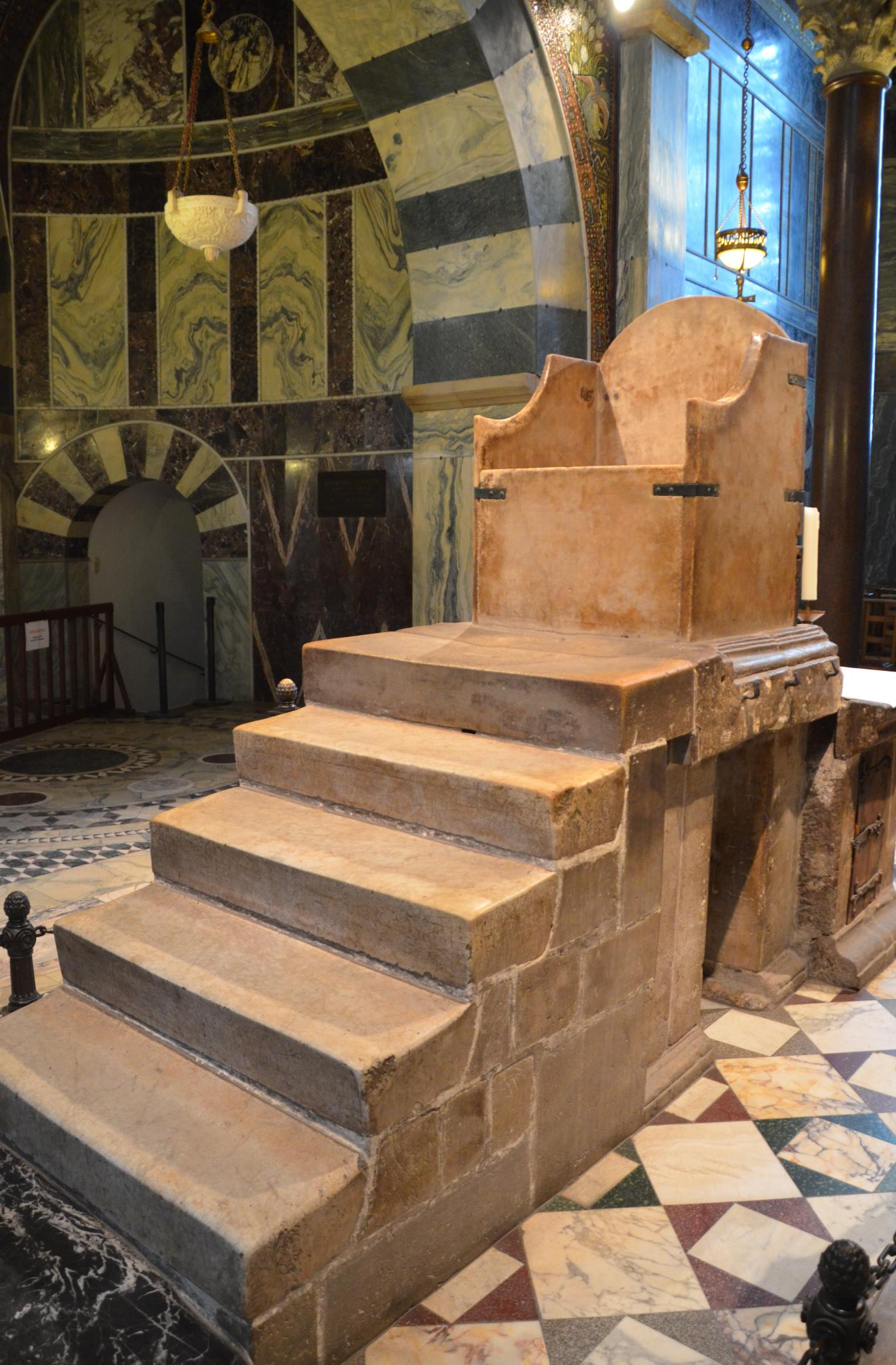
Trône de Charlemagne.

Dans la galerie ouest, au premier niveau et à l’opposé du chœur, se trouve le trône de Charlemagne, fait de plaques de marbre jointes par des attaches de bronze. Le trône original carolingien, de même que les six marches qui permettent d’y accéder, seraient des spolia de l’église du Saint-Sépulcre de Jérusalem. D’après une légende, ces plaques viendraient du palais de Pilate où Jésus a été condamné à mort.
Charlemagne lui-même ne fut pas couronné à Aix-la-chapelle : il reçut la couronne royale à Noyon en 768 et la couronne impériale à Rome en 800. Toutefois de 936 à 1531, trente-et-un monarques allemands vinrent prendre place sur ce trône après la cérémonie du sacre devant le maitre-autel, dit « autel de la Vierge ».

### Châsse de Charlemagne

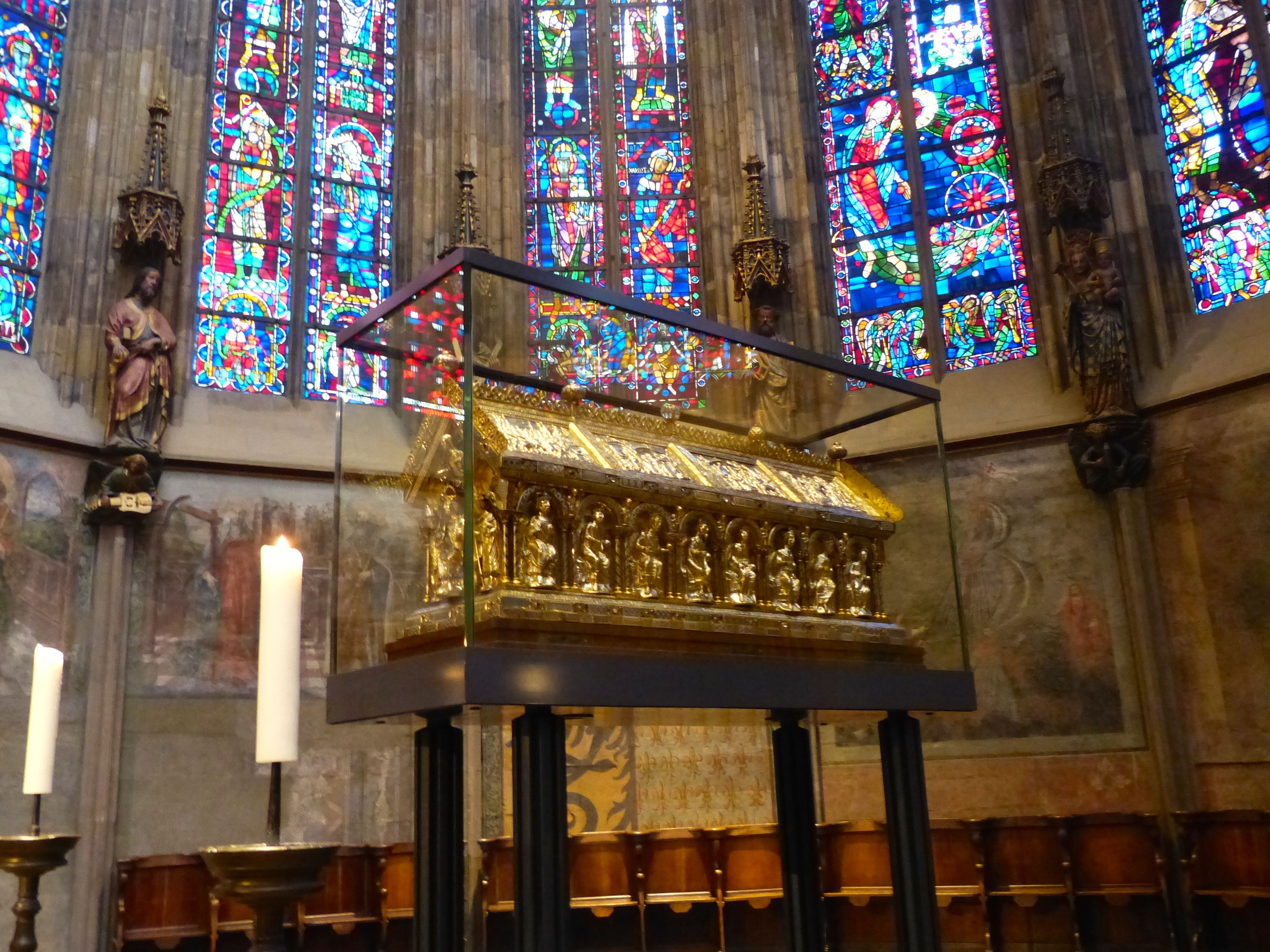
Châsse de Charlemagne

Créée après 1182 dans un atelier d’orfèvrerie aixois, la châsse de Charlemagne se trouve dans le chœur gothique de la cathédrale d'Aix-la-Chapelle ; elle fut terminée pour le couronnement de l'empereur Frédéric II en 1215.
En 1165, le grand-père de Frédéric II, l'empereur Frédéric Barberousse, avait fait transférer les ossements de Charlemagne de sa tombe originelle à la chapelle palatine d'Aix. Frédéric II surveilla personnellement le transfert des ossements et la fermeture de la châsse le 27 juillet 1215.
Longue de 2,04 mètres, large de 0,57 mètre et haute de 0,94 mètre, la châsse a la forme d'une église à nef unique. La caisse, en bois de chêne, est recouverte d'argent doré, de cuivre doré, de filigranes, de pierres précieuses, d'émaux et de plaques d'émail brun. Le double socle de la base est décoré de plaques d'émail, de gravures, de filigranes et de timbres en argent avec décorations florales. Les deux côtés latéraux contiennent huit arcades reposant sur des doubles colonnes émaillées, sous lesquelles trônent les empereurs et les rois de l'empire.

### Reliquaire de la Vierge

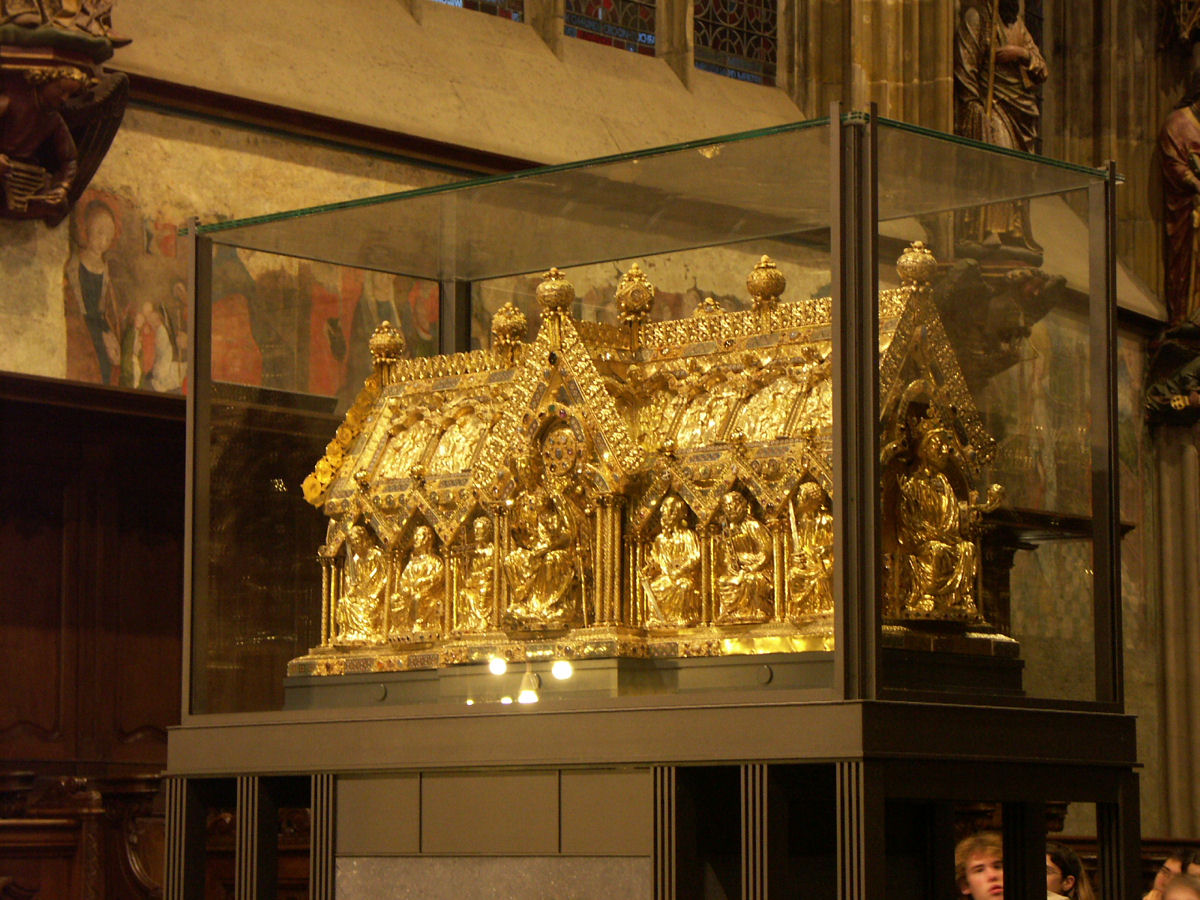
Reliquaire de la Vierge Marie.

Le Marienschrein (reliquaire de Marie) se trouve dans le chœur de l’église et date des années 1220 à 1239. Il est décoré de représentations du Christ, de la Vierge Marie, de Charlemagne, du pape Léon III et des douze apôtres. Il contient les quatre principales reliques de la cathédrale : le manteau de la Vierge, les langes de Jésus enfant, le linge ayant enveloppé la tête de Jean-Baptiste décapité et le pagne de Jésus. Depuis 1349, tous les sept ans, le reliquaire est ouvert et son contenu exposé au public durant le grand pèlerinage d’Aix dont la dernière édition remonte à 2023.

### La Pala d'oro

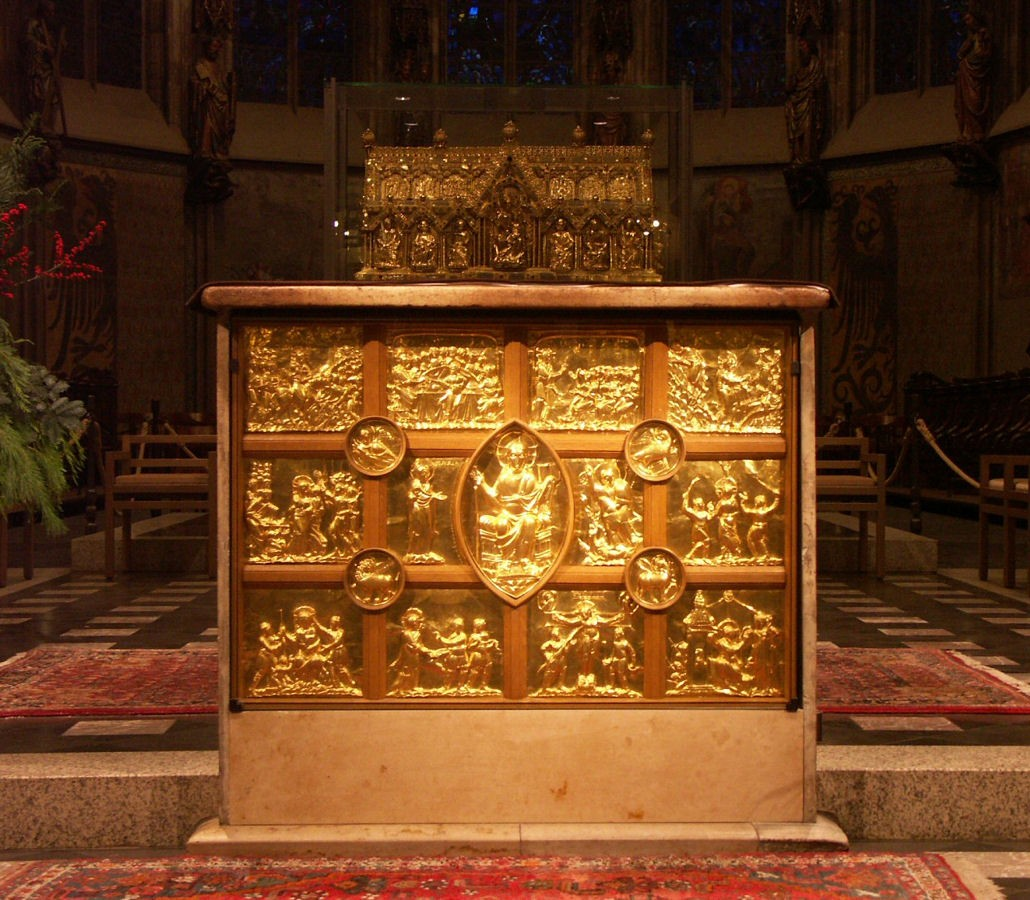
Maître-autel avec le reliquaire de la Vierge et la Pala d'oro.

Ce revêtement doré à l’avant du maître-autel (Antependium) fut probablement produit à Fulda vers l’année 1020. Il consiste en dix-sept panneaux individuels en relief et repoussé. Au centre, dans une auréole, on peut voir le Christ sauveur du monde assis sur un trône avec à ses côtés la Vierge et l’archange Michel. Quatre médaillons représentant les symboles des quatre évangélistes le relient aux douze autres panneaux décrivant la vie du Christ, commençant par son entrée à Jérusalem et se terminant avec la rencontre avec les saintes femmes lors de l’ouverture du tombeau le matin de Pâques. Ceux-ci se suivent de gauche à droite comme dans un livre.
La facture de la Pala d’oro n’est pas uniforme. Les cinq premiers reliefs, sûrement l’œuvre d’un artiste rhénan, se distinguent par leur caractère joyeux. Ils furent certainement donnés par l’empereur Otton III. Les autres panneaux, de même que le groupe central représentant Jésus, Marie et l’archange Michel, sont d’inspiration byzantine et carolingienne ; ils furent sans doute ajoutés aux premiers grâce à un don du successeur d’Otton, Henri II qui fit également présent de l’ambon d'Henri II.
Il est probable qu’à la fin du XVe siècle ce recouvrement faisait un tout avec les douze reliefs représentant les apôtres (aujourd’hui dans le trésor de la cathédrale) et comprenait également des scènes de la vie de Marie. Cet ensemble fut démonté en 1794 alors que les troupes françaises révolutionnaires approchaient d’Aix-la-Chapelle.

### Le chandelier de Barberousse

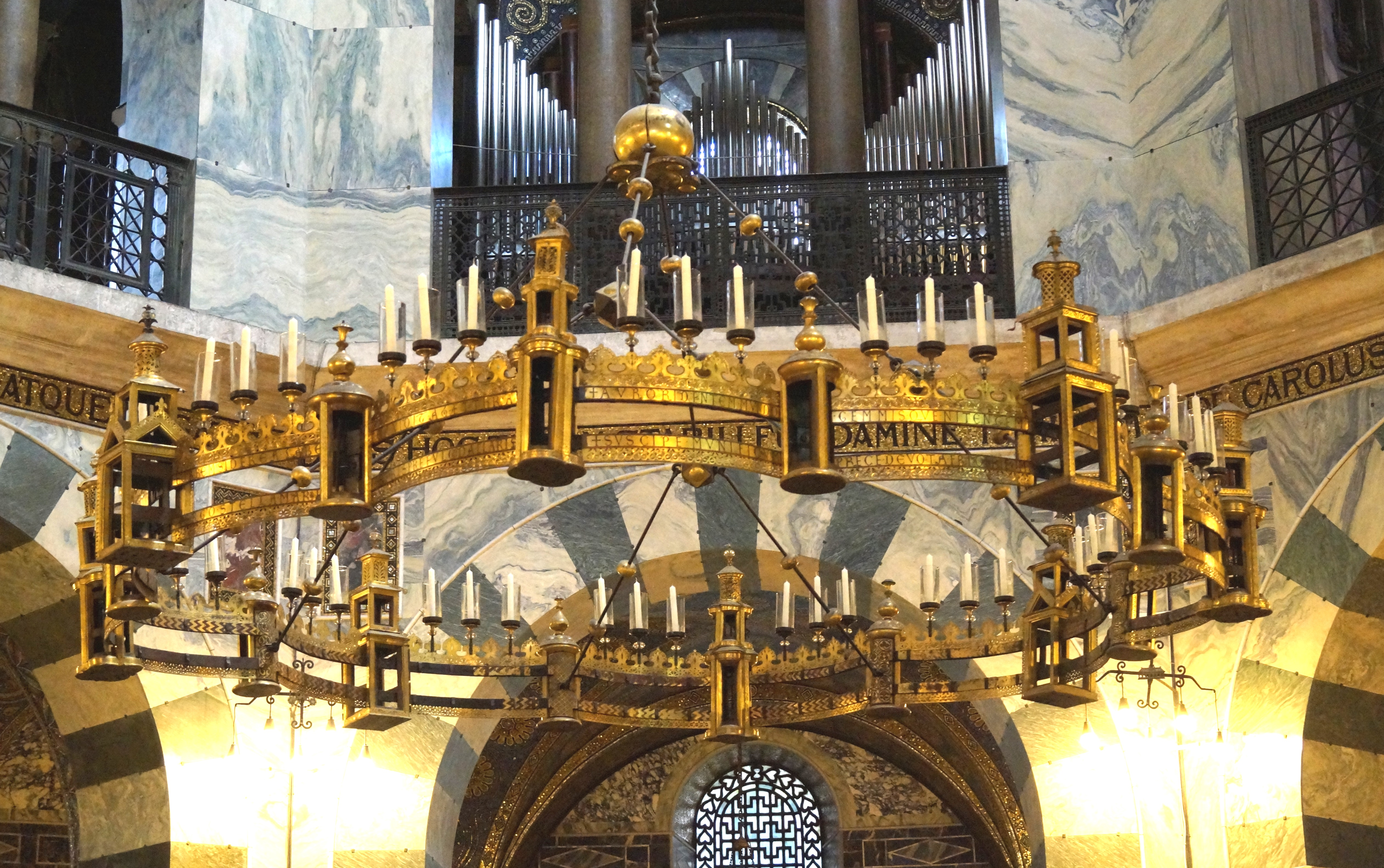
Chandelier de Barberousse, avec l'inscription sur deux bandes. Huit tourelles carrées alternent avec huit tourelles rondes.

Le Chandelier de Barberousse est un lustre à roue, fabriqué entre 1165 et 1170 sur commande de l'empereur Frédéric Barberousse et de sa femme Béatrice Ire de Bourgogne et suspendu sous la coupole de la Chapelle palatine de la cathédrale. Le chandelier était un don en l'honneur de la Vierge Marie, protectrice de l'église, et en même temps un hommage à son fondateur. Son diamètre est de 4,16 m. Il est fixé au centre de la coupole octogonale par une chaîne d'environ 27 m qui se termine dans une boule centrale. Les maillons de la chaîne sont de plus en plus gros à mesure qu'ils s’élèvent vers le plafond, de façon que la chaîne paraisse avoir le même volume vue d’en bas. Placé à approximativement quatre mètres au-dessus du sol, le lustre est composé de huit segments circulaires (huit – à nouveau ce chiffre symbolique - tourelles carrées alternent avec huit tourelles rondes) et s'adapte ainsi à la forme octogonale de la Chapelle palatine. Ses quarante-huit cierges sont encore allumés lors d’occasions solennelles. Une inscription sur deux bandes se lit comme suit :
« CESAR · CATHOLICUS · ROMANORV(M) · FRIDERIC(VS) · SVMVNT · MVNERA · FORMAM · COGENS · ATTENDERE · CLERV(M) · AD TEMPLI · NORMAM · SVA CVM · SPECIE · NVMERUM · ISTIVS · OCTOGONE DONV(M) · REGALE · CORONE · REX · PIVS · IPSE · PIE UOVIT · SOLVITQ(VE) · MARIE · ERGO · STELLA · MARIS · ASTRIS · PREFVLGIDA · CLARIS · SVSCIPE · MVNIFICVM · PRECE · DEVOTA · FRIDERICUM · CONREGNATRICEM · SIBI · IVNGE · SVAM · BEATRICEM »,
ce qui peut se traduire par :
« Frédéric, empereur catholique du Saint-Empire romain, a juré de veiller à ce que le nombre et la forme s'harmonisent et se complètent avec les dimensions du temple sublime : cette couronne octogonale de lumières comme un cadeau princier. »

### Ambon d'Henri II

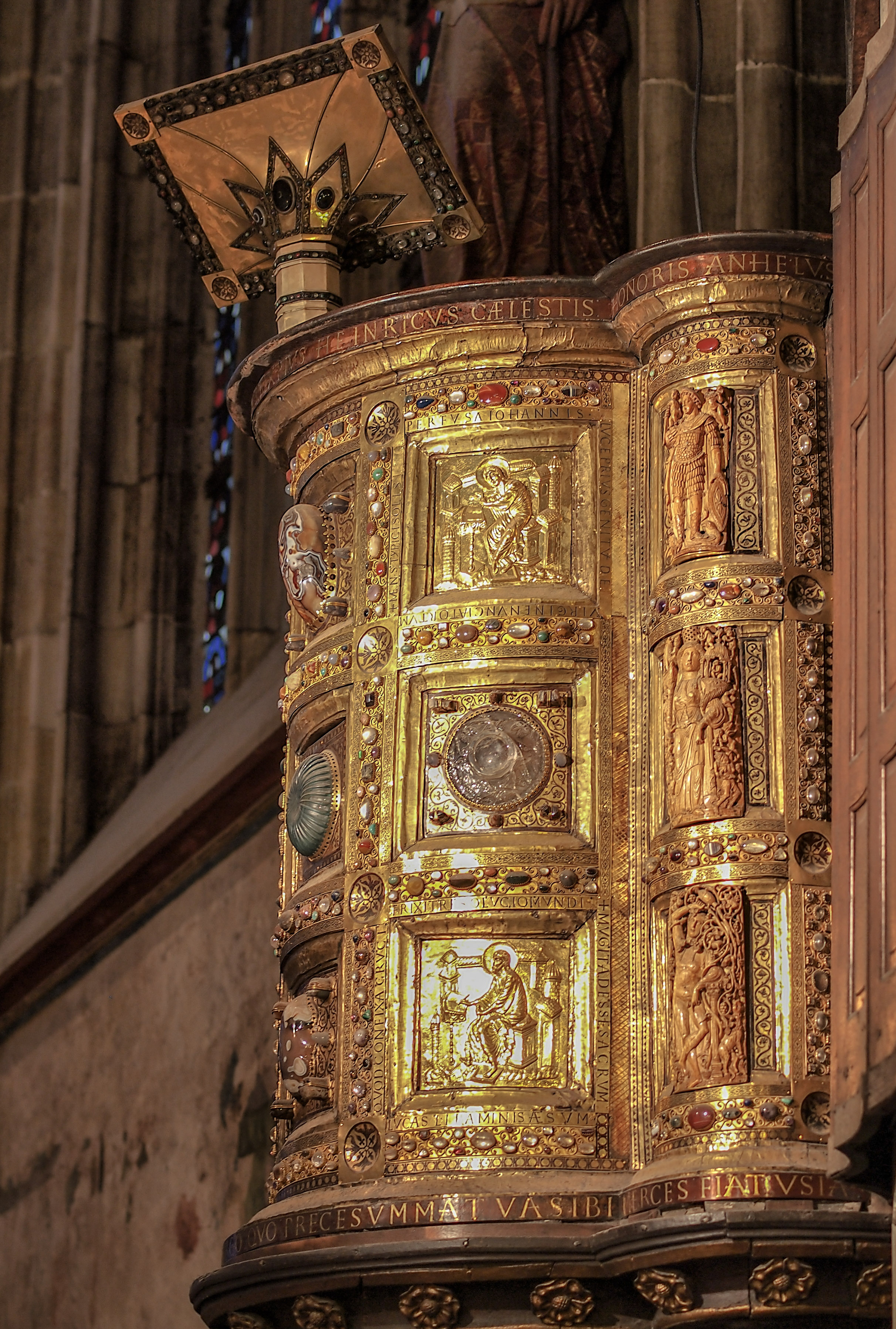
Ambon d'Henri II.

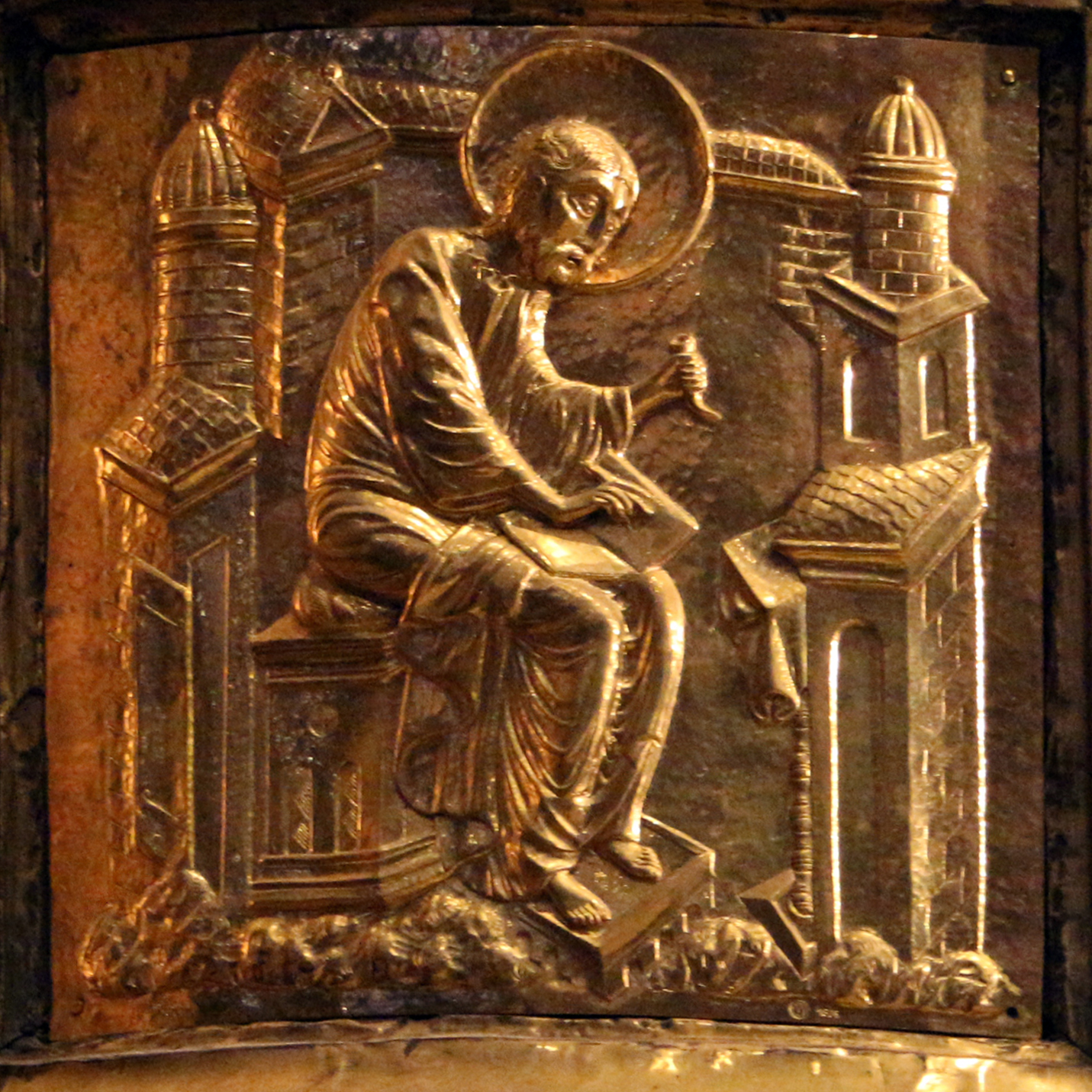
Un des reliefs en cuivre de l'ambon d'Henri II (Marc l’Évangéliste).

L’ambon ou chaire d'Henri II fut installé entre 1002 et 1014 dans le passage est ; c’est l’un des meilleurs exemples de la Renaissance ottonienne. L’inscription sur les bords supérieur et inférieur identifie clairement le donateur : REX PIUS HEINRICUS. La chaire, montée sur une base de chêne, est décorée de filigranes de pierres précieuses ; elle incorpore des artefacts venant de l’Antiquité tardive, comme les quatre reliefs de cuivre repoussé représentant les évangélistes, de même que six panneaux d’ivoire datant du VIe siècle. Les marches qui y conduisent datent de 1782. L'ambon est encore utilisé lors de cérémonies solennelles.

## Le Trésor de la cathédrale
Le trésor de la cathédrale d’Aix-la-Chapelle, situé dans des locaux reliés au cloitre de la cathédrale, est l'un des trésors ecclésiastiques les plus importants d’Europe en raison de sa collection unique d’objets précieux du Moyen Âge.
Tournant autour de la personne et du rôle de l’empereur Charlemagne, il présente des objets d’art sacré de l’antiquité tardive et carolingienne, de celle des empereurs ottoniens, des Hohenstaufen et surtout de l’époque gothique. On y trouve entre autres le buste de Charlemagne, de style gothique tardif (1350), en argent doré, qui a servi de modèle à d'innombrables reliquaires ultérieurs, ainsi que le sarcophage de Proserpine (début du IIIe siècle), sarcophage en marbre dans lequel Charlemagne fut enterré. L’art religieux comprend la croix de Lothaire de 984, le retable d'Aix-la-Chapelle, les Évangiles d'Aix-la-Chapelle, des ostensoirs et le reliquaire des trois tours.

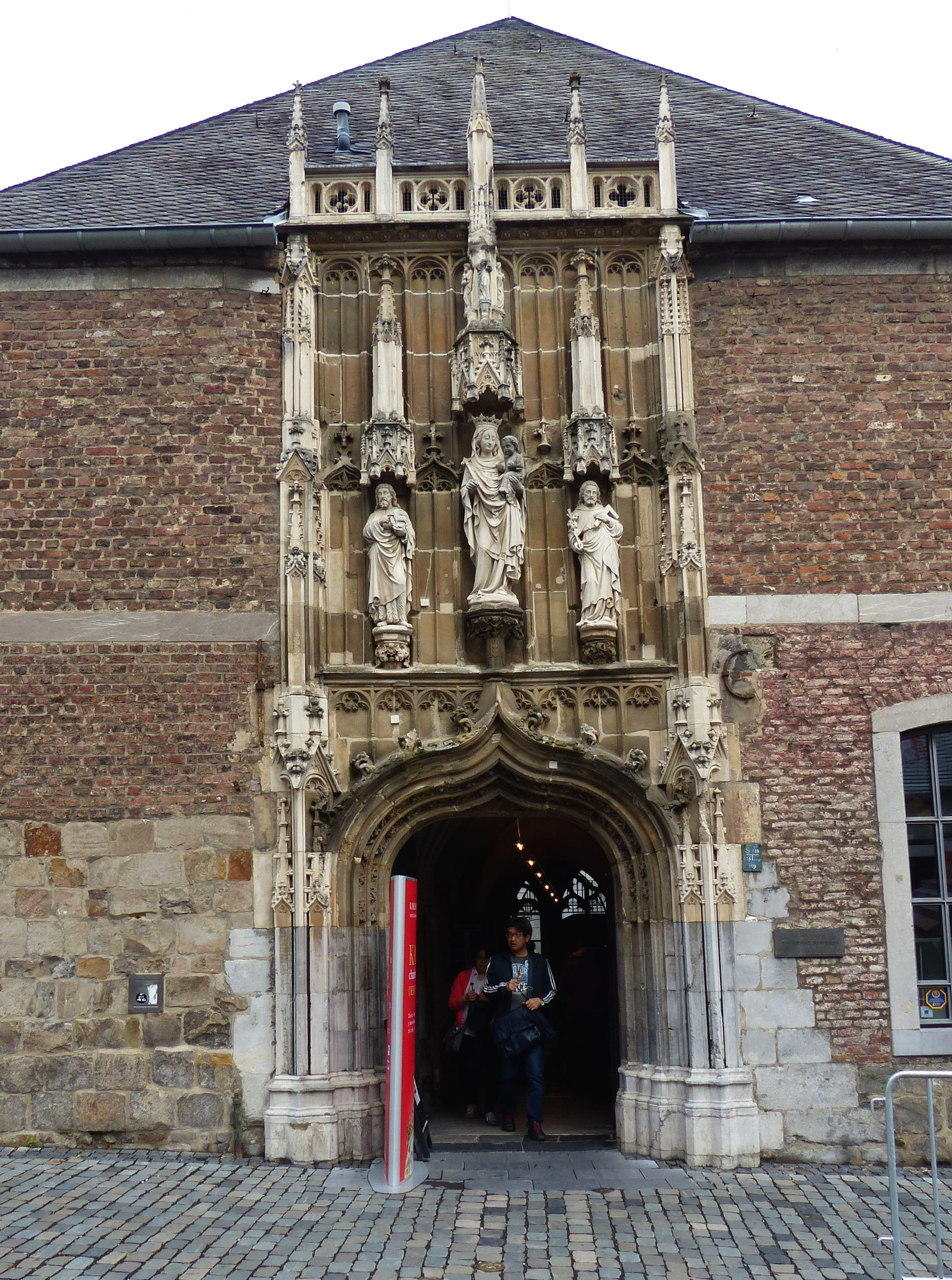
Entrée du Trésor sur une petite place latérale.
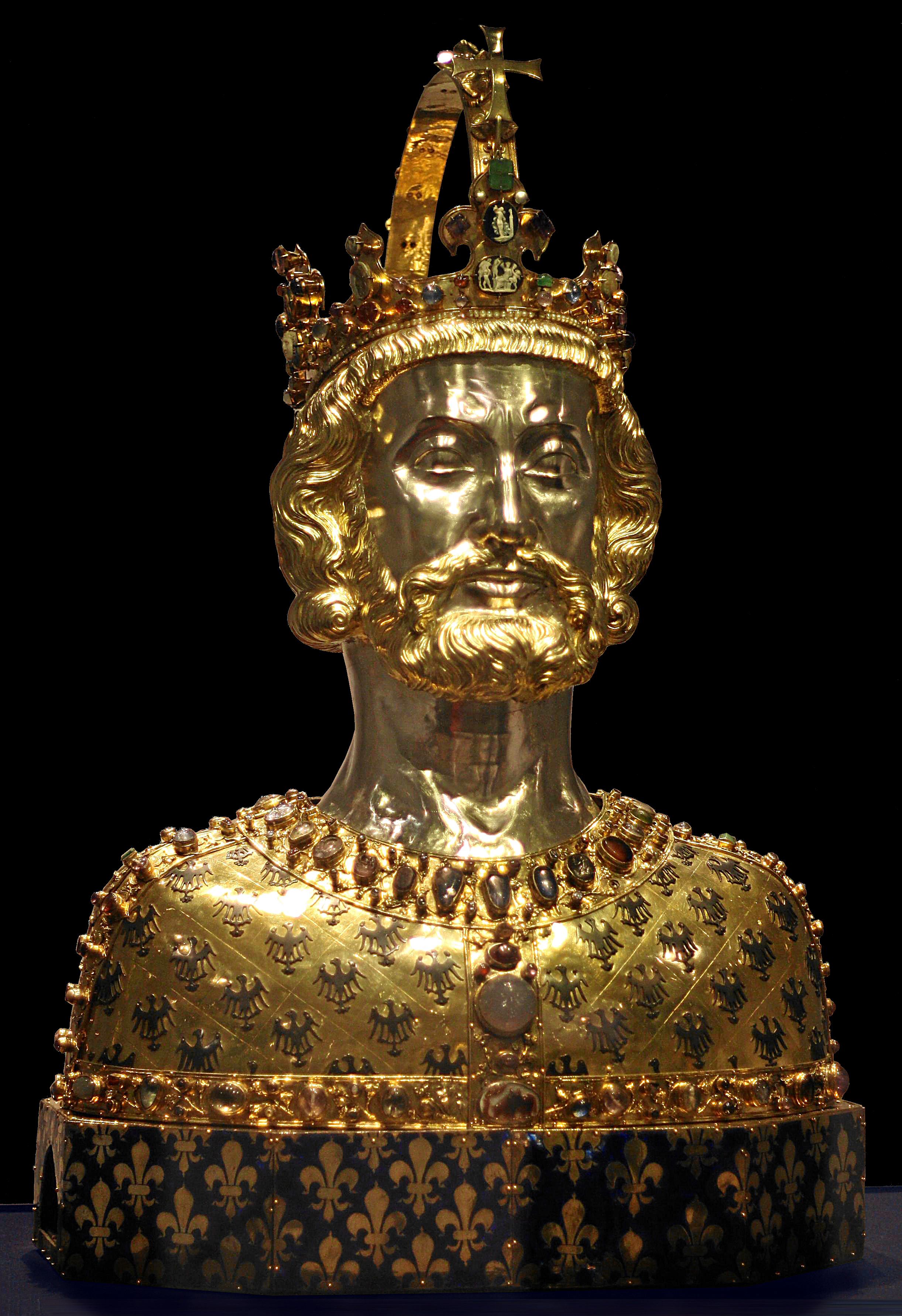
Buste de Charlemagne.
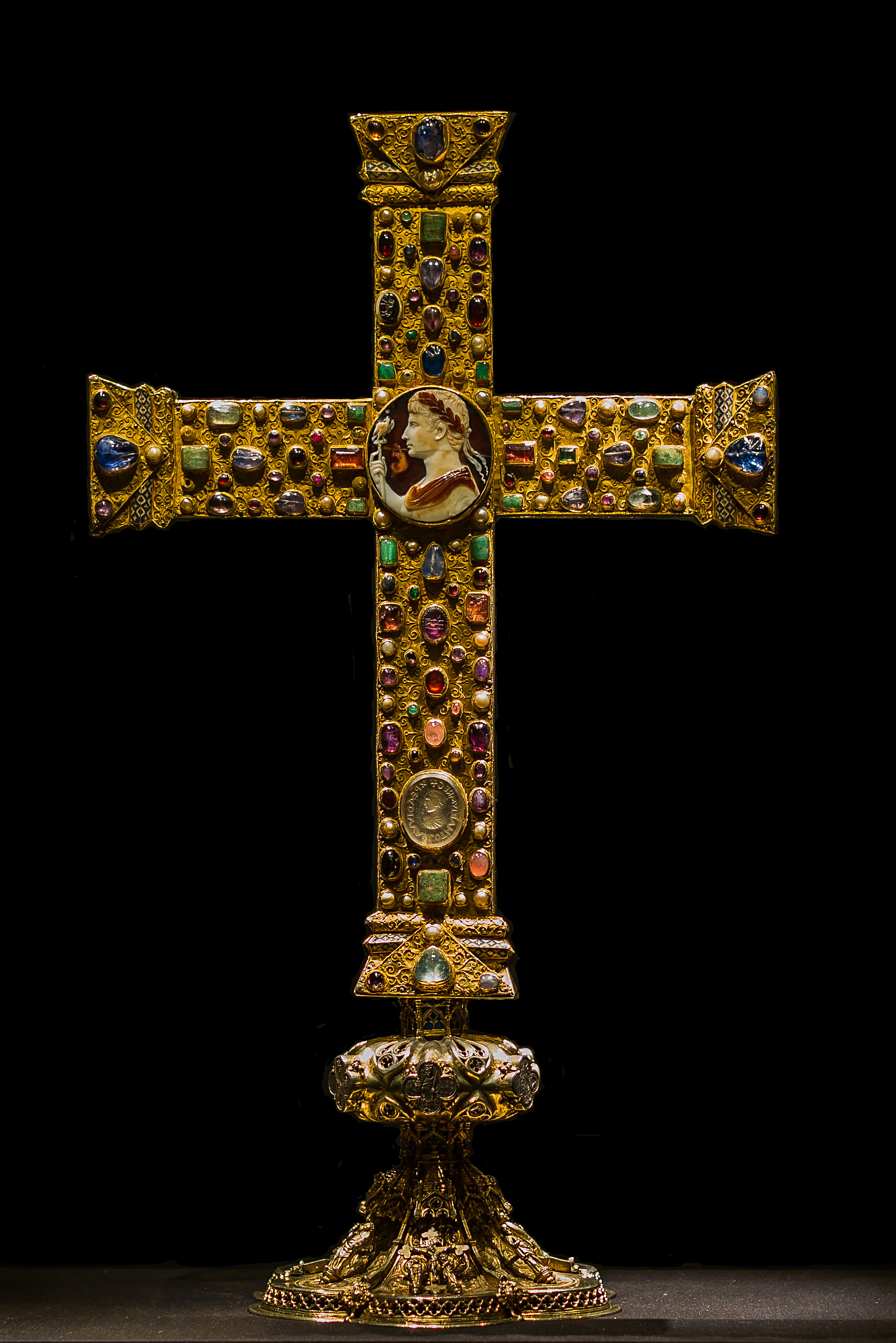
La croix de Lothaire.
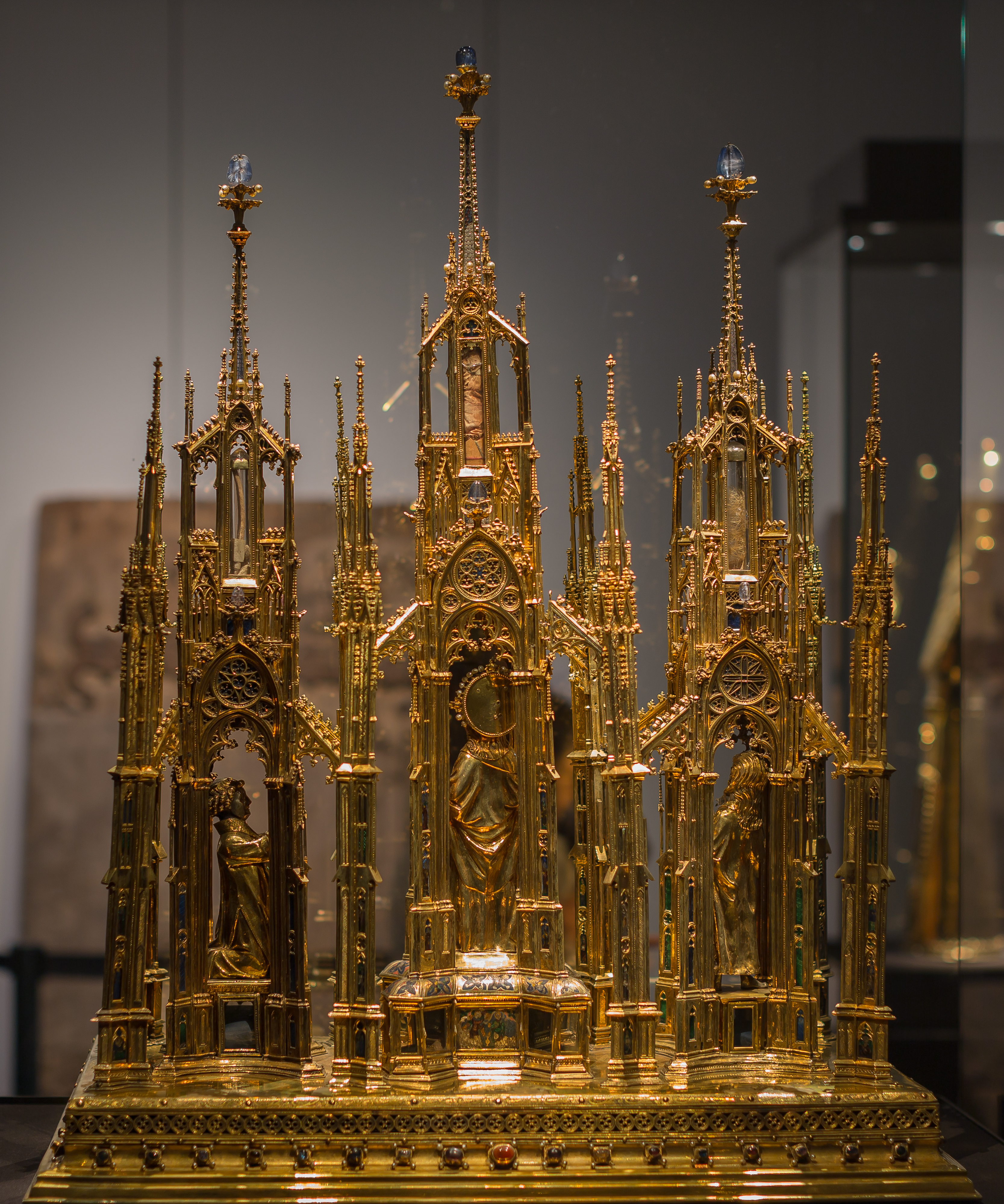
Le reliquaire des trois tours.

## Importance religieuse et historique

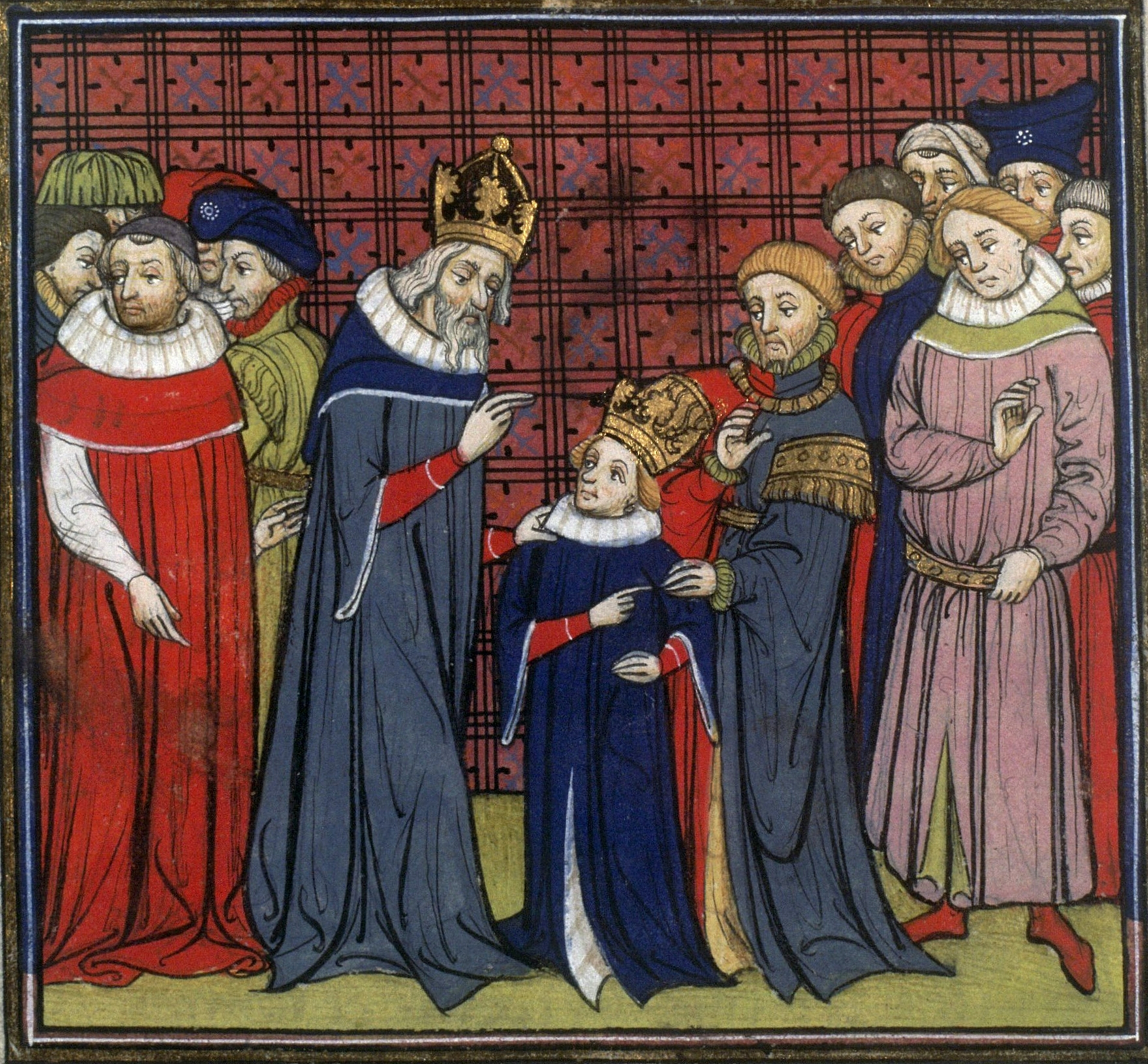
Charlemagne et Louis le Pieux (Miniature des Grandes Chroniques de France – XIV).

Louis le Pieux ou le Débonnaire (r. 778 – 840), déjà roi d’Aquitaine depuis 781, fut couronné coempereur par un Charlemagne vieillissant en 813 à Aix-la-Chapelle. À partir d’Otton Ier en 936 jusqu’en 1531, trente-et-un souverains sur quarante furent couronnés dans la chapelle, l’onction et le couronnement se déroulant devant le maitre-autel, après quoi le nouvel empereur allait prendre place sur le trône de Charlemagne.
À sa mort, le 28 janvier de l’année suivante, Charlemagne fut inhumé dans la cathédrale. On ignore l’endroit exact de la sépulture ; il est toutefois probable que ce fut sous la tour de l’ouest, à l’entrée de l’Octogone. En l’an 1000, Otton III fit ouvrir le caveau où il reposait. L’un de ses courtisans, Otto de Lomello, devait décrire la cérémonie qui fut reprise dans la Chronique de Novalesia écrite vers 1026 :

« On pénétra là où Charles reposait. Il n’était pas couché comme le sont généralement les défunts, mais assis comme s’il vivait encore. Il portait sur la tête une couronne d’or et tenait un sceptre dans ses mains gantées ; ses ongles avaient poussés et perçaient à travers les gants. Au-dessus de lui se dressait un canopée de calcaire et de marbre. Nous dûmes les briser pour entrer. Une forte odeur nous saisit alors. Nous étant agenouillés nous avons fait hommage à l’empereur Charles et mîmes de l’ordre dans le dommage causé. L’empereur n’avait perdu aucun membre dû à la pourriture ; seul manquait le bout du nez que l’empereur Othon fit remplacer par de l’or. Il enleva une dent de la bouche de Charles, puis après avoir fait recéler l’entrée de la pièce, se retira. »

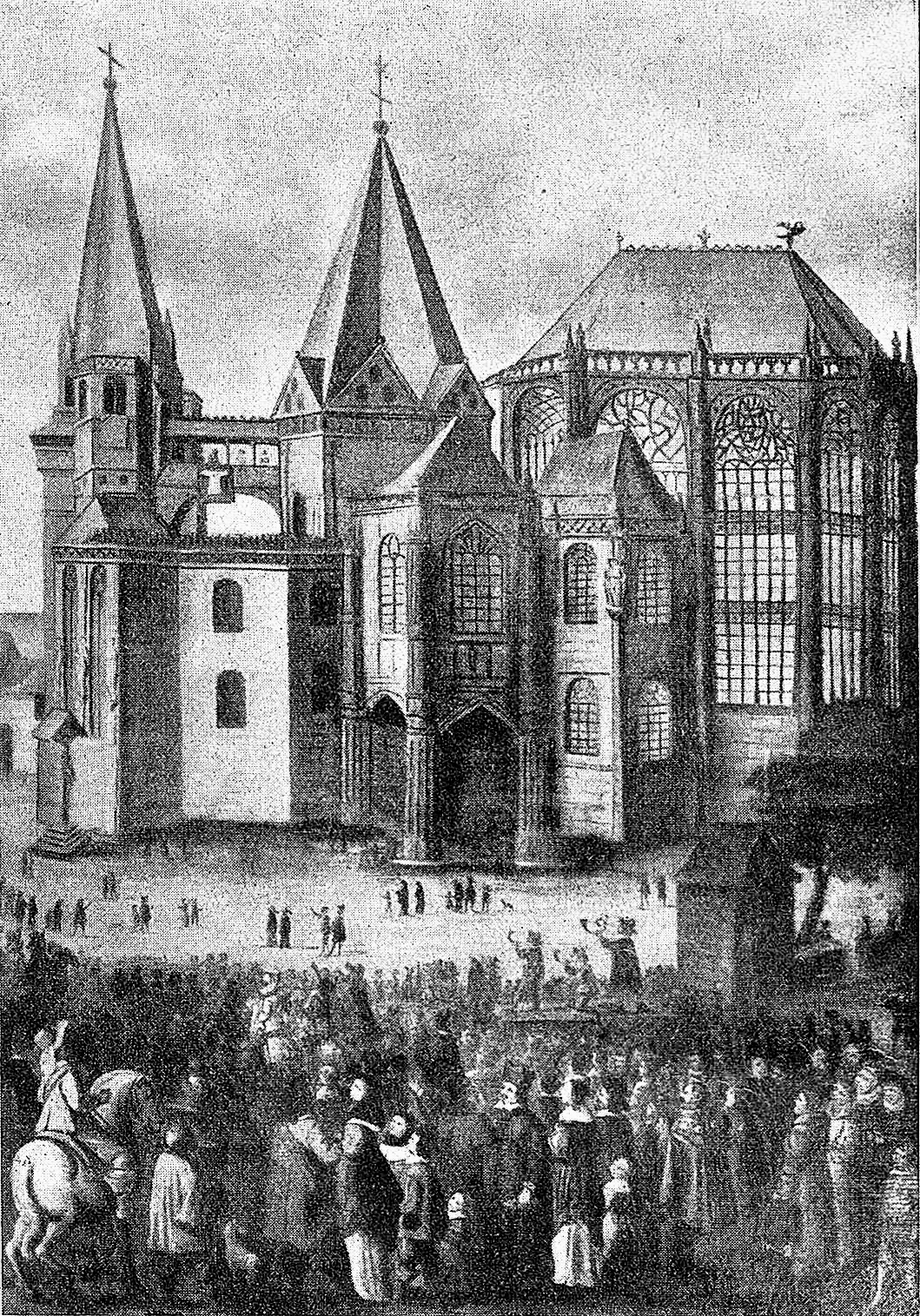
Présentation des quatre « grandes reliques » d’après une toile du XVII.

En 1165, Charlemagne fut canonisé en présence de l’empereur Frédéric Ier qui fit déposer ses restes dans une châsse temporaire. En 1215, à l’occasion du couronnement de Frédéric II, ceux-ci furent transférés dans la châsse d’or et d’argent connue sous le nom de « Châsse de Charlemagne » où ils reposent depuis ce jour.
Peu après commença la tradition du pèlerinage d’Aix-la-Chapelle (Aachener Heiligtumsfahrt) dont parlent les sources dès 1238. À la fin du pèlerinage, les quatre principales reliques de la cathédrale sont exposées au public. Depuis 1349, ces reliques sont exposées tous les sept ans. Le dernier pèlerinage s’est déroulé en 2014 sous le thème « Geh in das Land, das ich dir zeigen werde (Allez dans le pays que je vous indiquerai) ; Gen. 12.1 ».

## Événements marquants
- 768-800 : Aix-la-Chapelle devient la résidence de Charlemagne. Construction du palais de Charlemagne sur le site de l’actuel Hôtel de Ville et de la cathédrale où se trouvaient auparavant des bains romains. L’édifice central débuta au plus tôt en 793 et fut terminé au plus tard en 813 comme l’indiquent des études dendrochronologiques sur le bois des charpentes pendant des travaux de restauration[27].
- 805 : Consécration par le pape Léon III[5].
- 814 : Funérailles et inhumation de Charlemagne ; endroit exact du tombeau inconnu[6].
- 936. Couronnement d’Otton Ier dans la chapelle palatine.
- 997 : Otton III fait peindre les murs de la chapelle palatine.
- 1002 : Otton III est inhumé dans l’Octogone.
- 1002-1014 : Henri II fait don de l’ambon qui porte son nom.
- 1152-1190 : Frédéric Ier fait don du lustre qui porte son nom.
- 1165 : Canonisation de Charlemagne[6].
- 1187-1193 : Construction du cloitre roman ; extension de l’Octogone autour de l’arcature.
- vers 1240/1250 : Érection du pignon de l’Octogone, chute de la fenêtre dans la niche ouest.
- vers 1350 : Addition de la tour ouest de style gothique comprenant un toit pyramidal effilé flanqué de deux plus petits et un passage vers l’Octogone pour la présentation des reliques.
- 1355-1414 : Construction du chœur et de la chapelle de Saint-Mathieu (date de consécration possible : entre 1379 et 1420)[6].
- 1367 : Construction d’une chapelle latérale plus tard remplacée par la chapelle de Hongrie.
- vers 1420 : Statues des piliers du chœur faites de calcaire de Baumberg.
- 1429 : Pose des doubles portes du narthex (brisées en 1811 ; les restes se trouvent dans la cour de la cathédrale sur le mur sud).
- 1449 : Addition de la chapelle Sainte-Anne, d’abord comme espace ouvert au niveau inférieur, remodelée en style baroque en 1772, restaurée en 1862.

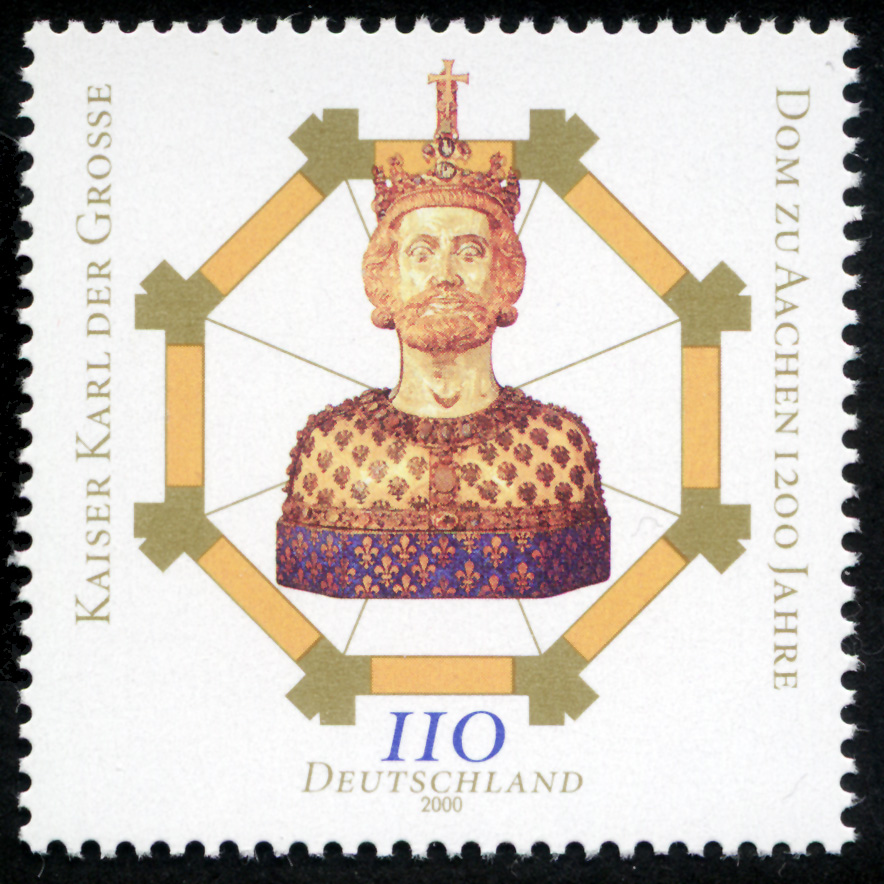
Timbre commémoratif émis par la R.F.A. à l’occasion des 1200 ans de la cathédrale d’Aix-la-Chapelle.

- 1756-1474 : Construction de la chapelle à deux étages de Saints-Charles-et-Saint-Hubert.
- avant 1487 : Construction de la chapelle Saint-Nicolas.
- 1656 : Grand incendie d’Aix-la-Chapelle ; le toit de la cathédrale est incendié.
- 1664 : Un nouveau toit est posé sur l’Octogone et le chœur ; l’Octogone prend sa présente forme (presse-citron).
- 1719-1733 : Transformation en style baroque par l’application de stuc sur les murs intérieurs par Baptist Atari ; peinture de la voute ; remodelage en style baroque de la grande verrière ; agrandissement de la verrière du chœur.
- 1748-1767 : Construction de la chapelle de Hongrie.
  - 1755 : Destruction de la structure de la précédente chapelle par Johann Joseph Couven en raison de défauts de structure.
  - 1756-1767 : Construction de la nouvelle chapelle sur les plans de Joseph Moretti.
- 1788 : Construction du porche de l’entrée principale sur la façade ouest ; relocalisation des portes de bronze carolingiennes (Wolfstür).
- 1794 : Occupation de la ville par les forces révolutionnaires françaises ; les colonnes, dont certaines sont toujours au Louvre, sont envoyées à Paris ; le toit de cuivre est défait (sera remplacé par des tuiles en 1803) ; la cathédrale est utilisée comme écurie.
- 1814 : Aix-la-Chapelle devient partie du royaume de Prusse.
- 1832 : Début des travaux de rénovation.
- 1843 : Vingt-huit des colonnes enlevées par les révolutionnaires français sont retournées et replacées dans l’Octogone, d’autres sont remplacées par de nouvelles colonnes ; les bases de bronze sont remplacées par des bases de marbre et les dix chapiteaux retournés de France sont replacés.
- 1847 : Création de la Karlsverein (Société de Charlemagne).
- 1849-1861 : Travaux de restauration du chœur et de la tracerie[N 4].
- 1857-1862 : Restauration de la chapelle Sainte-Anne.
- 1864-1866 : Restauration de la chapelle Saint-Mathieu.
- 1868 : Restauration de la chapelle des Saints-Charles-et-Hubert.
- 1868-1873 : Ajout de statues dans les chapelles de Saint-Mathieu, Saints-Charles-et-Hubert, Sainte-Anne et dans le chœur.
- 1869-1873 : Retrait de la décoration baroque et du plâtre à l’extérieur laissant apparaitre la pierre nue ; fin de la rénovation du pignon de style Hohenstaufen en 1871.
- 1879-1884 : Additions néo-gothiques de la Tour de l’Ouest pour lui redonner une forme gothique.
- 1879-1881 : Addition de mosaïques dans la coupole sur les plans du Belge, Béthune, réalisés par le Vénitien Antonio Salviatis.
- 1896-1902 : Revêtement de marbre des murs et décoration en mosaïque des passages sur les plans d'Hermann Schaper.
- 1913 : Les planchers de l’Octogone et de passages sont recouverts de marbre.
- 1949-1951 : Restauration des verrières du chœur détruites durant la Seconde Guerre mondiale par Walter Benner et Anton Wendling.
- 1986-2011 : Programme de restauration massive de la cathédrale. Les rénovations extérieures sont terminées en 2006, l’intérieur et le sous-sol en 2011 de même que le nettoyage et la conservation des mosaïques de l’Octogone au cout de 35 millions d’euros.

## La légende du «pacte avec le diable»

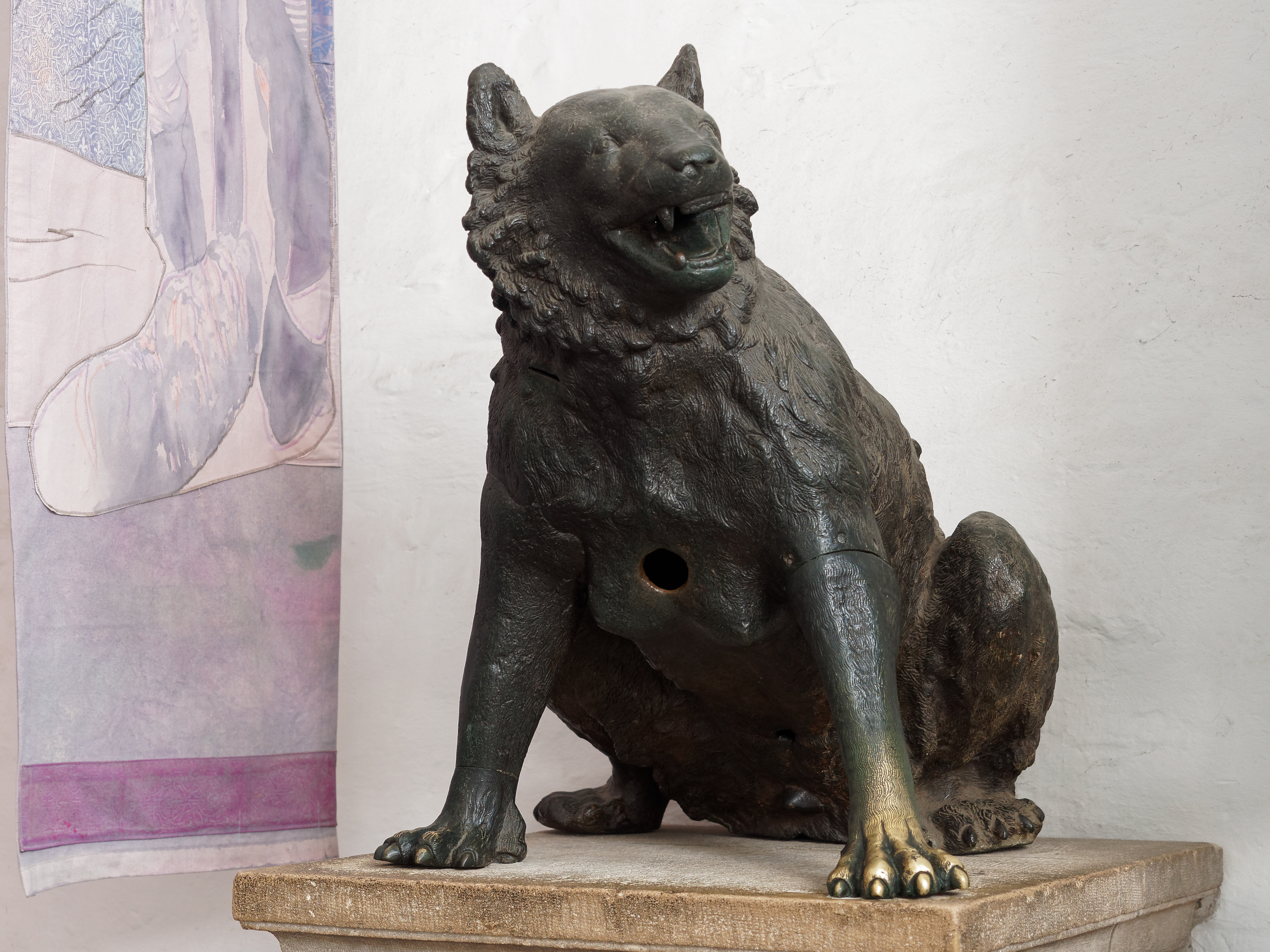
La louve ou l’ourse de bronze ; remarquer l’ouverture permettant de toucher le « doigt du diable ».

Selon une légende, la population d’Aix aurait été à court de fonds avant la fin de la construction de la cathédrale. On dit qu’elle fit alors un pacte avec le diable. Celui-ci fournirait les fonds qui manquaient pourvu qu’on lui donne l’âme du premier être qui entrerait dans la cathédrale. Une fois celle-ci terminée, le peuple fit entrer un loup dans l’église et le diable s’empressa de s’emparer de l’âme de l’animal. Réalisant qu’il avait été joué, le diable ravagea la cathédrale, mais son doigt fut arraché dans l’une des têtes de lion du portail. On peut voir la statue d’une ourse ou d’une louve devant l’entrée de la cathédrale et toucher, dans un orifice, le « doigt du diable ».